# Obervolkach
Obervolkach ist ein Ortsteil der Stadt Volkach im bayerischen Landkreis Kitzingen in Unterfranken. Obervolkach war bis zum freiwilligen Zusammenschluss mit Volkach am 1. Januar 1978 eine selbstständige Gemeinde. Bereits im 6. Jahrhundert waren die Orte verbunden und lagen als „oberes“ und „unteres“ Volkach auf derselben Gemarkung. Erst ab dem 9. Jahrhundert entwickelten sich Obervolkach und Volkach unabhängig voneinander.
Die geografische Lage des Dorfes am Mainzufluss Volkachbach prägte auch die wirtschaftliche Entwicklung nachhaltig. In der Vergangenheit waren zeitweise drei Mühlen ansässig. Durch die Lage am Fluss ist Obervolkach in zwei Teile geteilt, die zu unterschiedlichen Zeiten besiedelt wurden. Auf der östlichen Seite steht die Pfarrkirche St. Nikolaus, nordwestlich liegt der Friedhof mit einer Kapelle. Eine alte Brücke bildet die Verbindung.

## Geografische Lage

### Geografie und naturräumliche Lage
Obervolkach liegt im Nordosten des Volkacher Gemeindegebiets. Nördlich schließt sich der Landkreis Schweinfurt an, die Gemeinde Kolitzheim mit dem Ortsteil Zeilitzheim liegt Obervolkach am nächsten. Im Nordosten beginnt die Gemarkung des Volkacher Ortsteils Krautheim, die Einöden Wenzelsmühle und Ziegelhütte erstrecken sich kurz hinter Obervolkach. Südöstlich schließt Rimbach an die Obervolkacher Gemarkung an, während im Südwesten und Westen die Stadt Volkach liegt. Gaibach befindet sich im Nordwesten von Obervolkach.
Nächstgelegene größere Städte sind Kitzingen mit einer Distanz von etwa 16 Kilometern und Schweinfurt, das ungefähr 19 Kilometer entfernt ist. Die nächste Großstadt ist das 25 Kilometer entfernte Würzburg.
Naturräumlich liegt die Obervolkacher Gemarkung im Steigerwaldvorland von Neuses, das zum Iphofen-Gerolzhofener Steigerwaldvorland innerhalb der Mainfränkischen Platten gezählt wird.
Das Dorf liegt in der Maingauklimazone, die zu den trockensten und wärmsten Deutschlands zählt. Dies erklärt auch den Weinbau im Ort. Obervolkach liegt im Norden des Mainfränkischen Beckens zwischen den Bächen Volkach und Schwarzach. Der Main selbst berührt die Obervolkacher Gemarkung nicht, sondern fließt in einiger Entfernung im Westen vorbei. Die beiden Bäche Weidachbach und Volkach fließen in Obervolkach zusammen. Der Rimbach mündet dort in den Weidachbach.

### Dorfgliederung

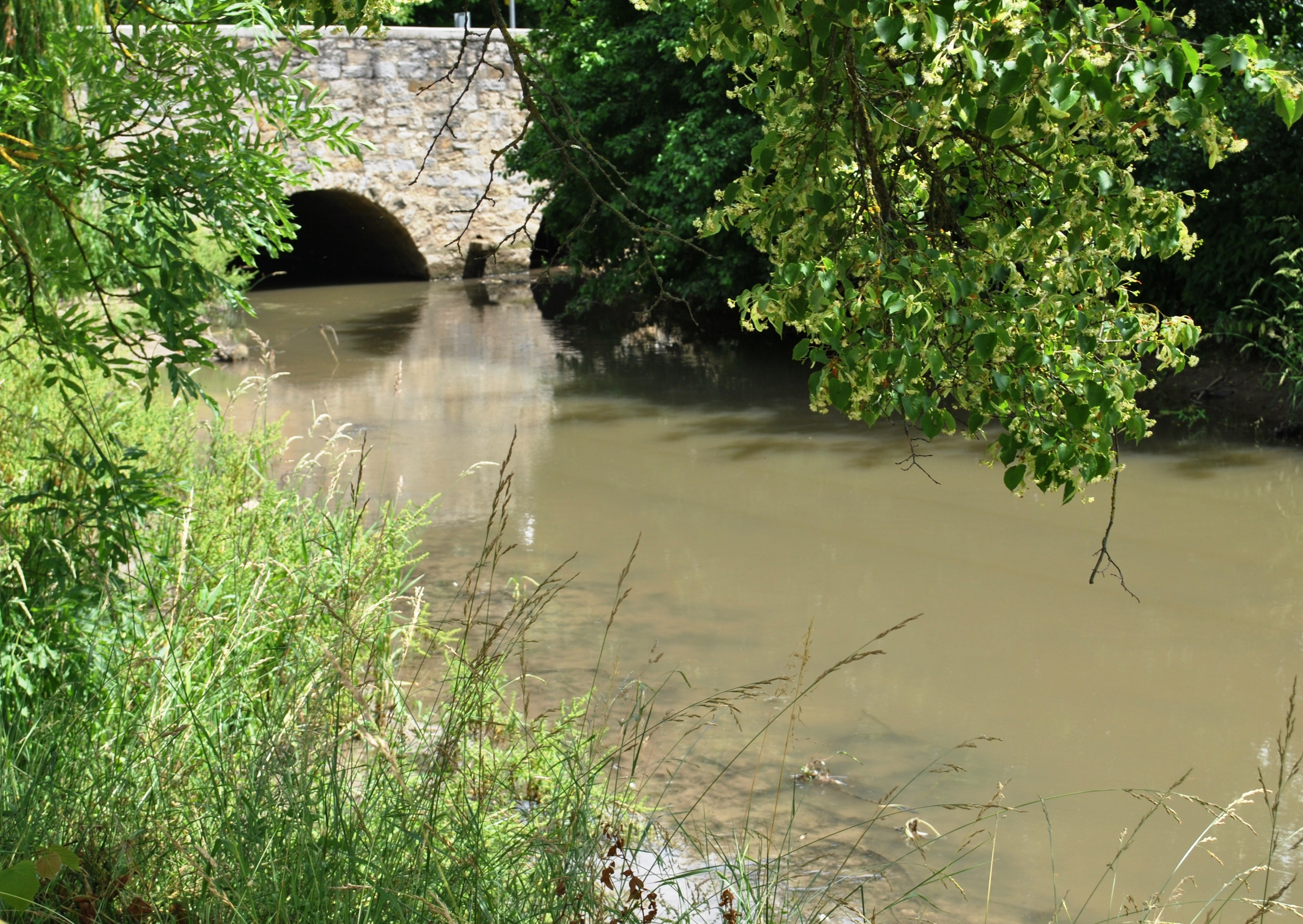
Der Volkachbach in Obervolkach

Die Obervolkacher Gemarkung nimmt eine Fläche von 6,2 km² ein. Zentral liegt dort das Dorf, das vom Volkachbach durchflossen wird. Der ältere Dorfteil mit dem Ortsfriedhof liegt im Nordwesten. Ein Neubaugebiet wurde in den 1980er-Jahren ausgewiesen. Im Osten entstand später die Pfarrkirche. Auf dieser Seite befinden sich auch die Gemeindewasen und eine Kläranlage. In den sechziger Jahren wurde ein Wohngebiet, die sogenannte Siedlung, ausgewiesen.
Die beiden Dorfteile sind mit zwei Brücken verbunden. Außerhalb der geschlossenen Bebauung befindet sich im äußersten Südosten der Gemarkung der Sportplatz der Gemeinde. Im Norden erheben sich die Reste des Burgstalls Stettenburg. Der Nordwesten wird von der Einöde Stettenmühle eingenommen. Dort befindet sich auch der einzige Aussiedlerhof auf der Gemarkung, der Buchhof. Die Fischzuchtanlagen sind im äußersten Nordwesten beheimatet.
Nur wenige benannte Fluren befinden sich auf der Gemarkung. Insbesondere die für den Weinbau elementaren Erhebungen sind erfasst. Der Norden wird vom Stettenberg mit der oben beschriebenen Ruine ausgefüllt. Weiter nördlich beginnt das Forstgebiet Stöckach. Im Nordosten erhebt sich der Weinberg, im Süden der Wolfsberg. Das Tännig im Süden ist ein weiteres Waldgebiet um Obervolkach. Die Flur Sambühl befindet sich im Westen.

## Geschichte

### Vor- und Frühgeschichte (bis 906)
Das Gebiet um Obervolkach war bereits in der Zeit des Paläolithikums besiedelt. Für das Dorf selbst wurden allerdings keine Funde gemacht, jedoch entdeckte man im unmittelbaren Umfeld Obervolkachs eine Siedlung der Linearbandkeramik und des Mittelneolithikums. An anderer Stelle lokalisierte man eine Siedlung, die auf die Latènezeit datiert. Damals überlagerten die zugezogenen Kelten in der Region die ursprüngliche Bevölkerung.
Um 50 vor Christus stießen elbgermanisch-alamannische Völker in das Gebiet um Obervolkach vor. In dieser Periode, der älteren germanischen Landnahme, begann wohl die Besiedlung des Dorfes. Hierauf weist die Endung -ach im Namen hin. Zusammen mit dem Kern des späteren Volkach lag Obervolkach auf einer gemeinsamen Mark, wenn auch die Orte unterschiedliche Siedlungskerne aufweisen. In Obervolkach besiedelte man zunächst die Westseite des Volkachbachs.
Mit dem Vordringen der Franken im 6. nachchristlichen Jahrhundert wurde die Christianisierung der Mainschleife forciert. Die Eroberer brachten auch erste Verwaltungsstrukturen nach Obervolkach. Gemeinsam mit der Schwestersiedlung bildete das Dorf eine der Urzellen der germanischen Raumerschließung und war als Teil des Volkfeldes dem Königshof Prosselsheim zugeordnet. Der König begann bereits bald, dieses geschlossene Land an loyale Herrschaften zu übergeben.

### Die Grafen von Castell (bis vor 1443)

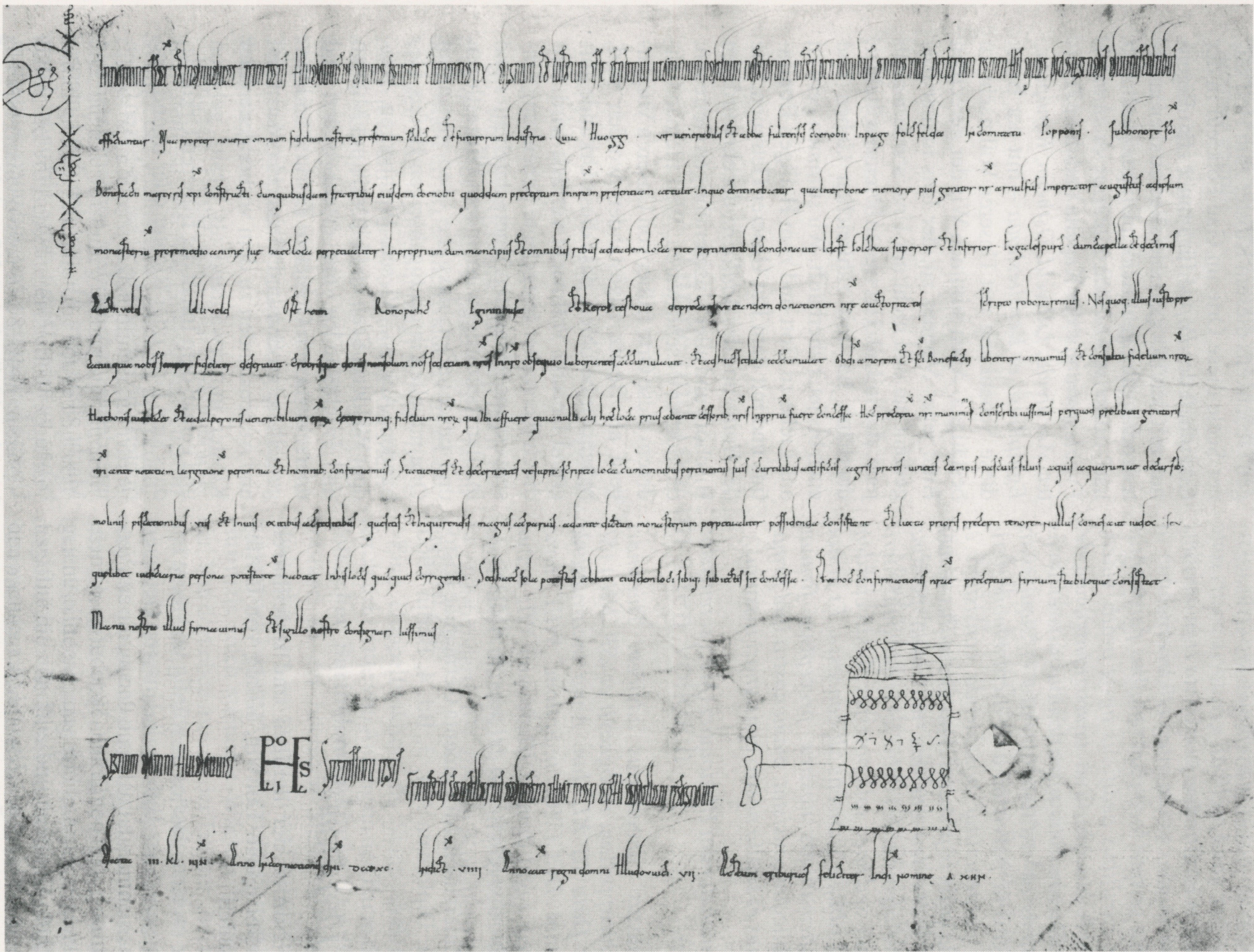
Die Urkunde von 906

Erstmals genannt wurde Obervolkach im Jahr 906. In einer Urkunde bestätigte Ludwig das Kind die Schenkungen seines Vaters Arnulf von Kärnten. „Folchaa superior et inferior“, das untere und das obere Volkach, waren 889, zusammen mit vielen anderen Orten der Umgebung an die Abtei Fulda gekommen. Inzwischen hatten sich also zwei Orte aus den ursprünglichen Schwestersiedlungen gebildet. Das untere Volkach stieg in der Folgezeit zu einem befestigten Handelsplatz auf und legte bald den Namenszusatz ab.
Nur kurze Zeit blieb das Dorf Teil des Gebiets der Bonifatiusabtei. Im Schatten des Klosters und des aufsteigenden Hochstifts Würzburg etablierten sich die Grafen von Castell als Dorfherren an der Mainschleife. Obervolkach kam wohl vor dem Jahr 1100 an die aufstrebenden Grafen, es existieren allerdings keinerlei Urkunden über diesen Vorgang. Im Jahr 1257 wurde allerdings der Casteller Dienstmann „Conrad de superiori Volka“ (Conrad vom oberen Volkach) erwähnt.
Ein Jahr später tauchte „villa Obernvolca“ (Dorf Obervolkach) im Teilungsvertrag der Grafen Hermann I. und Heinrich II. zu Castell auf. Neben den Grafen zu Castell als Dorfherren waren noch andere Herren in Obervolkach begütert. Im Jahr 1258 wurde das Markuskloster in Würzburg genannt, 1306 und 1307 erschienen erstmals die Johanniter. Daneben etablierten sich das Hochstift Würzburg und das Zisterzienserkloster Ebrach im Dorf.
Kirchlich war Obervolkach wie seine Schwestersiedlung zunächst Teil der Urpfarrei, die ihren Sitz auf der Vogelsburg hatte. Nach dem Niedergang dieser Befestigungsanlage wurde die Kirche auf den Volkacher Kirchberg verlegt, auf dem sich heute die Kirche Maria im Weingarten befindet. Obervolkach gelang es noch vor dem Jahr 1443, eine eigene Pfarrei im Dorf zu etablieren, die entsprechenden Urkunden verbrannten allerdings und mussten im 15. Jahrhundert erneuert werden.

### Wechselnde Herrschaften (bis vor 1590)

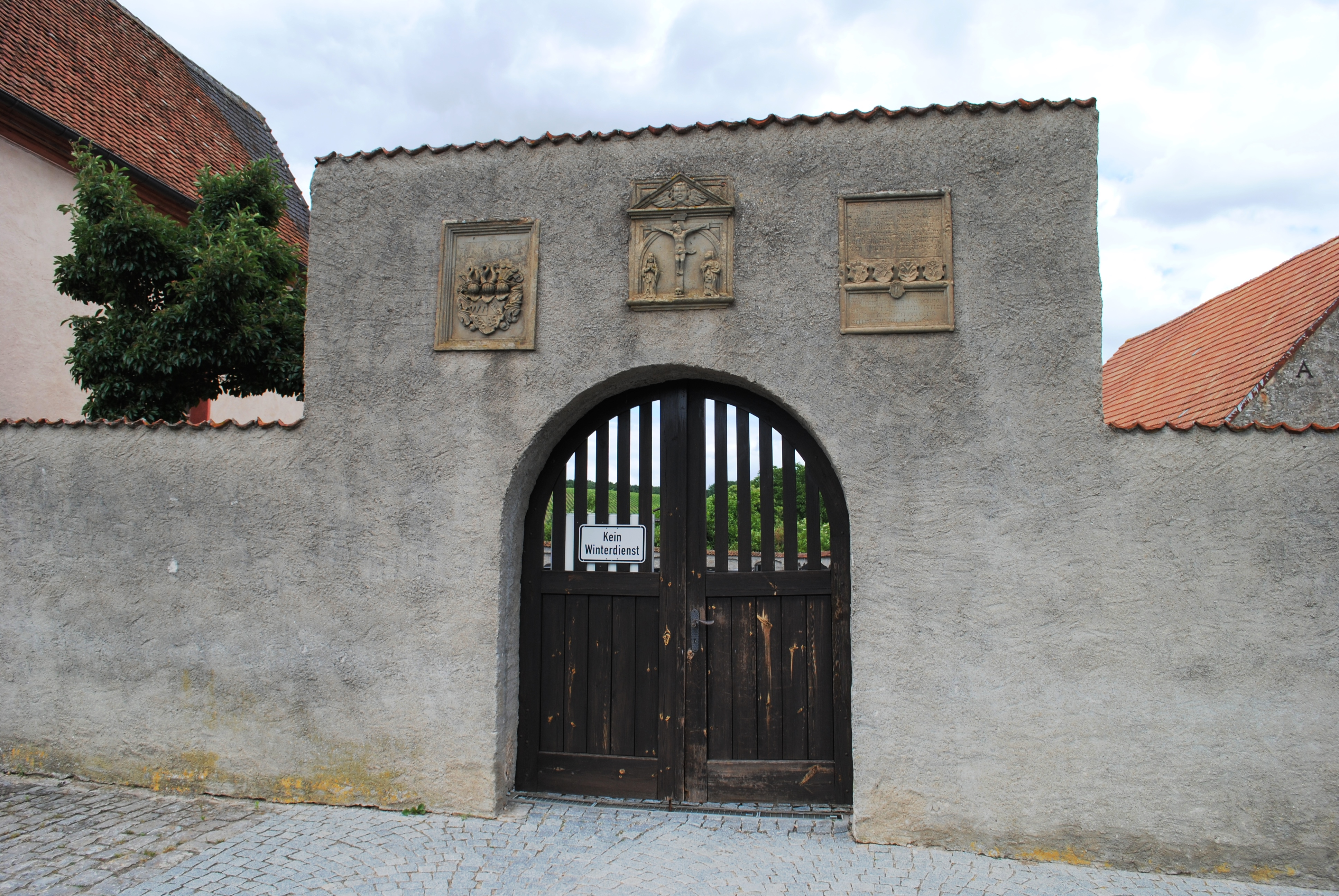
Das Friedhofsportal von 1606

In der Folgezeit verfiel die Herrschaft der Casteller Grafen, auch durch die obengenannte Teilung, und das Hochstift Würzburg und die Grafen von Henneberg teilten sich die Dorfherrschaft über Obervolkach. Gleichzeitig nahm die Aufsplitterung der Güter und Gefälle im Ort weiter zu. So werden die Fuchs von Dornheim, die Hessler von Heßberg, die Wenkheim, die Berlichingen, die Schaumberg, die Seckendorff, die Crailsheim und die Zollner von der Hallburg als im Dorf begütert genannt.
Bedingt durch die vielen Grundherren etablierte sich nach 1517 schnell die lutherische Lehre in Obervolkach. Allerdings waren zunächst nur kleine Teile der Bevölkerung dem neuen Bekenntnis zugetan. Drückend wurden die Abgaben an die unterschiedlichen Herren empfunden. 1525 schlossen sich im Deutschen Bauernkrieg einige Obervolkacher dem Volkacher Bauernhaufen an, der die Kartause in Astheim und das Karmelitenkloster auf der Vogelsburg plünderte.
Im Jahr 1542 gelang es Bischof Konrad III. von Bibra, die Dorfherrschaft unter seiner Hand zu vereinen. Obervolkach wurde Teil des fürstbischöflichen Amtes Volkach. Der Einfluss der protestantischen Henneberger wirkte allerdings noch lange nach. Noch 1583 war der Obervolkacher Schultheiß lutherisch, auch einige Geistliche der Pfarrei lebten nicht zölibatär. Die Gegenreformation wurde unter Magister Johann Hoffet forciert, sodass Obervolkach bis 1590 wieder rein katholisch war.

### Im Hochstift Würzburg (bis 1803)
Noch 1614 versuchte der Würzburger Bischof Julius Echter von Mespelbrunn mit der Renovierung der Dorfkirche und der Etablierung einer Schule die alte Religion zu stärken. Im Dreißigjährigen Krieg wurde die Amtsstadt Volkach im Jahr 1631 von den protestantischen Schweden besetzt. Das benachbarte Dorf Obervolkach hatte ebenso unter den neuen Herren zu leiden. Zu dieser Zeit entstand im Dorf die Erzählung vom Ritt des Schwedenkönigs Gustav II. Adolf über die Volkachbrücke.
Die Schweden brachten Krankheiten nach Mainfranken mit, die vielen Durchzüge und Einquartierungen taten ihr Übriges. Im Jahr 1632 hatte Obervolkach 57 Tote, in den Folgejahren 1633 und 1634 waren noch 20 und 38 Tote zu beklagen. Mit der Rückeroberung Würzburgs durch die Truppen der Katholischen Liga endete am 14. Oktober 1634 die schwedische Herrschaft. Bis 1648 hatte Obervolkach noch unter Durchzügen fremder Soldaten zu leiden.
Aus der Folgezeit fließen die Informationen über das Dorf recht langsam. Obervolkach war ein Teil des Hochstifts und die Bevölkerung wurde zur Volksfrömmigkeit angehalten. Ins 18. Jahrhundert datiert der Bau vieler noch erhaltener Baudenkmäler und Bildstöcke in und um das Dorf. Erst die Auflösung des Hochstifts Würzburg im Februar 1803 brachte eine große Veränderung für die Obervolkacher Einwohner.

### In Bayern (bis heute)

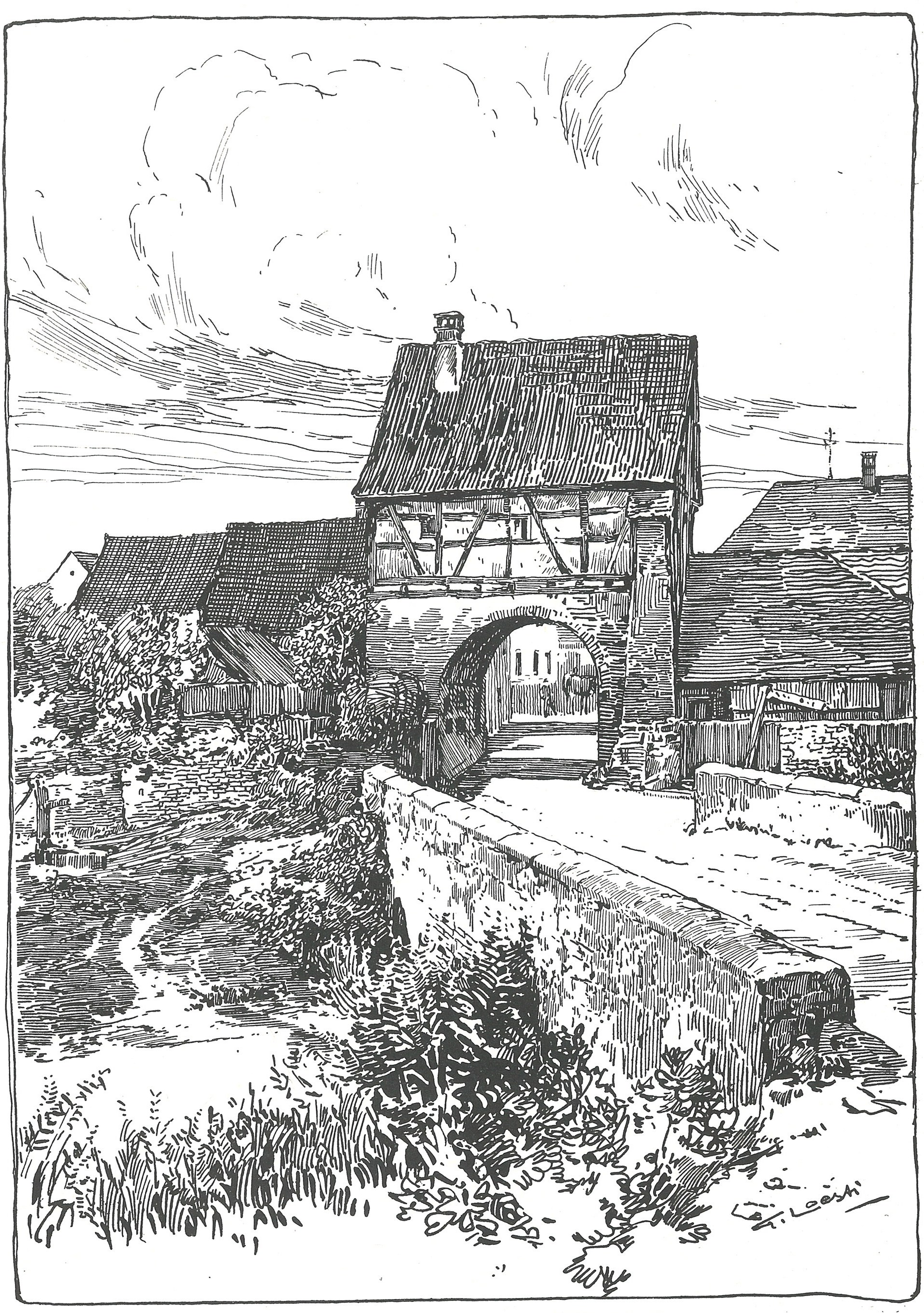
Das alte Torhaus der Ortsbefestigung, 1921 abgerissen

Mit der durch Napoleon eingeleiteten Säkularisation wurden die geistlichen Fürstentümer aufgelöst und ihre Gebiete größeren Staaten einverleibt. Zunächst kam das Hochstift Würzburg mit dem Dorf Obervolkach an Kurpfalz-Bayern, ehe es 1806 dem neu etablierten Großherzogtum Würzburg zugesprochen wurde. Erst nach der Auflösung dieses Staatsgebildes wurde Obervolkach endgültig königlich-bayerische Ruralgemeinde.
In der Zwischenzeit hatte das Dorf in den Koalitionskriegen zwischen 1806 und 1810 weiterhin unter Durchzügen und Einquartierungen zu leiden. Auch an den Einigungskriegen waren Obervolkacher beteiligt. Insgesamt wurden 20 Soldaten im Deutsch-Französischen Krieg eingezogen, sieben Männer aus dem Dorf kehrten nicht mehr zurück. 1892 errichtete man im Dorf eine Schwesternstation. Die Töchter des Allerheiligsten Erlösers waren für die Kindererziehung ins Dorf geholt worden (siehe auch Schwesternstation).
Im Ersten Weltkrieg starben insgesamt 24 Obervolkacher bei den Kampfhandlungen. Nach dem Krieg begann man, die letzten Reste der Ortsbefestigung um das Dorf abzureißen, zuletzt verschwand das alte Torhaus im Jahr 1921. Die nationalsozialistische Diktatur begann in Obervolkach am 17. April 1933 mit der Einweihung des sogenannten Hitlersteines im Gemeindeforst. Während des Zweiten Weltkriegs starben 45 Männer aus dem Dorf.
Am 7. April 1945 waren die Amerikaner bereits bis zur nahegelegenen Vogelsburg vorgestoßen. Die Volkacher Mainbrücke war während der sinnlosen Rückzugskämpfe der Wehrmacht zerstört worden und das amerikanische Vorrücken stockte kurz. Deshalb beschoss man die Mainstadt Volkach. In Obervolkach wurden durch den Beschuss der Amerikaner zwei Menschen verletzt. Nach der Besetzung durch die Amerikaner wurde der Obervolkacher Ortsgruppenleiter Georg Schindler nach Seligenstadt gebracht und dort erschossen.
Bereits nach zehn Tagen endete die Besetzung Obervolkachs. In der Nachkriegszeit begann die Modernisierung der Gemeinde. Zwischen 1960 und 1978 erschloss man eine erste Siedlung, ebenso wurde die Flurbereinigung vorangetrieben. Gleichzeitig erhielt das Dorf eine Kanalisation und eine Kläranlage. Am 1. Januar 1978 wurde Obervolkach als einer der letzten Gemeinden in die Stadt Volkach eingemeindet und verlor damit seine jahrhundertelange Eigenständigkeit.

### Ortsname
Der Name des Ortes Obervolkach geht auf die natürlichen Begebenheiten in der Umgebung zurück. Die Endung -ach stammt aus dem Althochdeutschen. Aha bedeutete Gewässer oder fließendes Wasser. Obervolkach entstand an den Bächen Volkach und Weidach, wobei es sich um einen sogenannten Mündungsnamen handelt. Die Siedlung geht wohl bereits auf das erste vorchristliche Jahrhundert mit der germanischen Landnahme zurück. Obervolkach ist einer der ältesten Orte in der Region.
„Folchaa superior“ (oberes Volkach), so die erste Bezeichnung, lag mit „Folchaa inferior“ (unteres Volkach), dem heutigen Volkach auf einer Mark. Die Lagebezeichnungen weisen auf unterschiedliche Siedlungskerne hin. Das germanische Wort fulca, im Althochdeutschen folc, beziehungsweise im Mittelhochdeutschen volc wird mit Kriegsschar oder Heerhaufen übersetzt. 1258 wurde das Dorf „villa Obernvolca“ (Dorf Obernvolca) genannt.
In den Orten der Umgebung wird das Dorf mit dem Ortsnecknamen „Türkei“ belegt. Die Obervolkacher werden dementsprechend „Türken“ genannt. Die Herkunft des Necknamens ist unklar, eventuell verweist er auf das vermeintlich südländische Aussehen der Bewohner. Vielleicht deutet er auch auf die angenommene Herkunft der Obervolkacher hin oder geht auf die Abseitsposition des Dorfes zurück.

### Verwaltung und Gerichte
| Die folgenden Verwaltungseinheiten waren der Gemeinde Obervolkach übergeordnet. - bis 1542: Amt Mainberg in der Grafschaft Henneberg - bis 1803: Amt Volkach im Hochstift Würzburg - bis 1862: Landgericht älterer Ordnung Volkach im Untermainkreis, ab 1837 Unterfranken - bis 1872: Bezirksamt Volkach in Unterfranken - bis 1972: Bezirksamt Gerolzhofen, ab 1939 Landkreis Gerolzhofen in Unterfranken - bis 1978: Landkreis Kitzingen in Unterfranken - ab 1978: Ortsteil der Stadt Volkach, Landkreis Kitzingen in Unterfranken |  | Gerichtlich unterstand Obervolkach folgenden Instanzen. - bis 1803: Zentgericht Stadtschwarzach im Hochstift Würzburg - bis 1862: Landgericht älterer Ordnung Volkach - bis 1879: Landgericht Volkach - bis 1966: Amtsgericht Volkach im Landgerichtsbezirk Schweinfurt - bis 1973: Amtsgericht Gerolzhofen im Landgerichtsbezirk Schweinfurt - ab 1973: Amtsgericht Kitzingen im Landgerichtsbezirk Würzburg |  |

### Wappen
| Wappen von Obervolkach | Blasonierung: „„Geteilt; oben in Gelb ein blauer Wellenbalken; unten in Rot drei silberne Spitzen“.“ |
| Wappen von Obervolkach | Wappenbegründung: Das ehemalige Gemeindewappen von Obervolkach lehnt sich in seinem Aufbau und seiner Tingierung eng an das der Schwestersiedlung Volkach an. Der Wellenbalken weist auf den Volkachbach hin, der durch das Dorf fließt. Die drei roten Spitzen sind dem Fränkischen Rechen als Wappen Frankens entlehnt. |

## Politik

### Vom Bürgermeister zum Ortssprecher
Die Verwaltung Obervolkachs wurde bereits im späten Mittelalter von einem Bürgermeister übernommen. Zunächst wurden diese Personen noch Dorfmeister genannt, ehe sich die Bezeichnung Bürgermeister durchsetzte. Die Bürgermeister hatten keinerlei Befugnisse gegenüber den Repräsentanten der Herrschaft, sondern vertraten lediglich die Untertanen gegenüber der Obrigkeit.
| Vitus Haas          | 1906–1919 |                                                                                             |
| Adam Martin         | 1919–1928 |                                                                                             |
| Christoph Schindler | 1928–1933 |                                                                                             |
| Karl Englert        | 1933–1941 |                                                                                             |
| Georg Kehlmeier     | 1941–1945 | Von der amerikanischen Militärregierung abgesetzt                                           |
| Franz Erhard        | 1945–1960 | * 12. August 1886 in Obervolkach; 1960 Ehrenbürgerrecht Obervolkach; † 16. Juli 1967 ebenda |
| Karl Erhard         | 1960–1978 | * 1. November 1927 in Obervolkach; Sohn des Franz Erhard; † 16. Januar 2013 ebenda          |

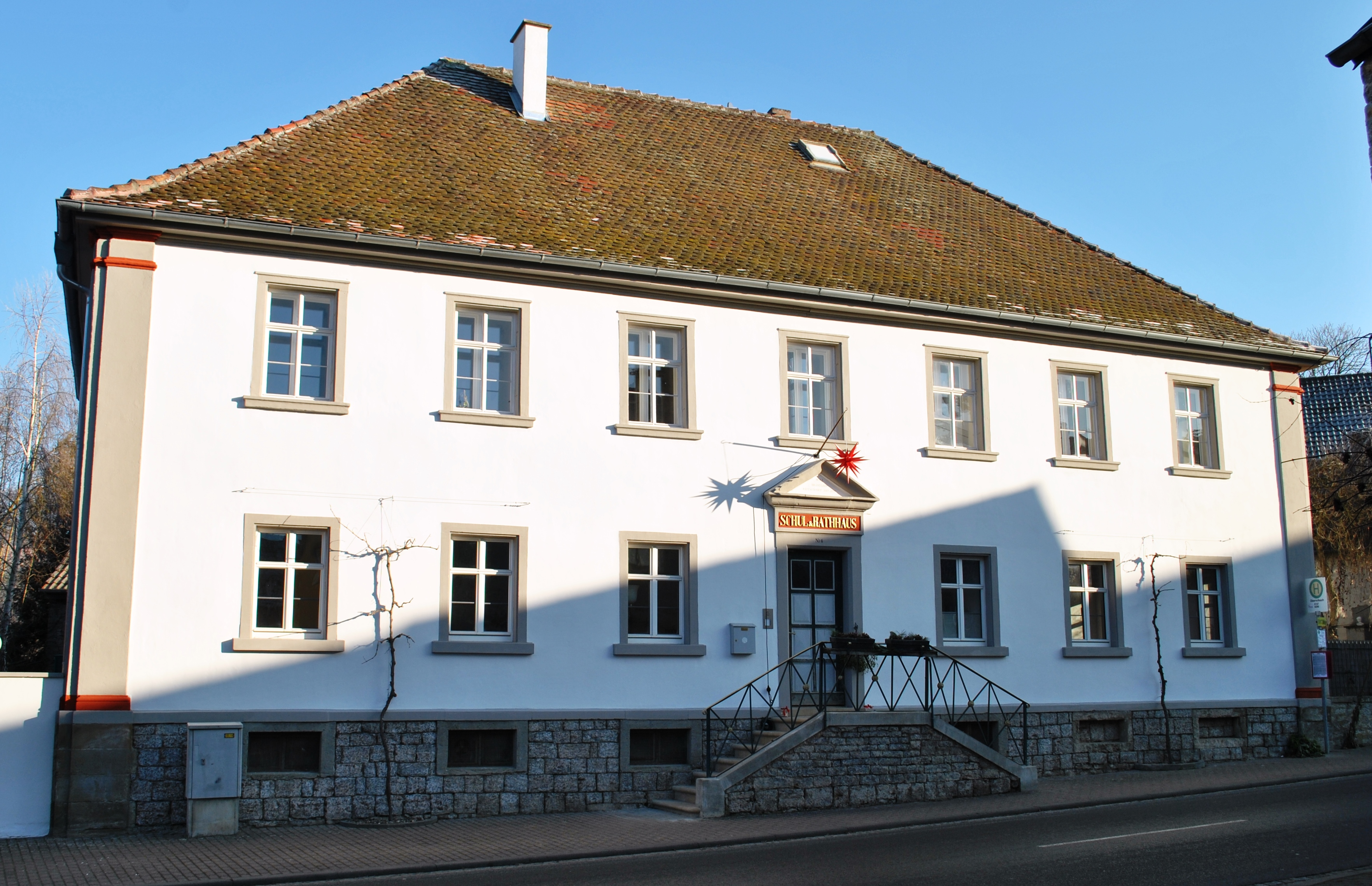
Das ehemalige Schul- und Rathaus in Obervolkach

Der letzte Bürgermeister Obervolkachs, Karl Erhard, stand der Gemeinde ab 1960 vor. Ihm zur Seite standen die Gemeinderäte Josef Thaler, Karl Englert, Johann Stahl, Anton Feuerbach, Andreas Feuerbach, Herbert Erhard und Otto Weis. Im Zuge der Gebietsreform in Bayern stimmte am 22. Dezember 1975 der Rat der Eingemeindung nach Volkach zu. Vorausgegangen waren Verhandlungen mit den Nachbargemeinden (Krautheim, Rimbach, Gaibach) zur Bildung einer Verwaltungsgemeinschaft.
Die Eingemeindung nach Volkach wurde am 1. Januar 1978 vollzogen. Obervolkach hatte von der Stadt einige Privilegien erhalten, die Voraussetzungen für den Beitritt waren. So konnte das Dorf den Sportplatz weiternutzen. Ebenso behielt der Festplatz in den Gemeindewasen seine Funktion. Weiterhin blieben der Kindergarten und die Jagdgenossenschaft bestehen. Heute wird Obervolkach von der Gemeinderätin Gerlinde Martin im Volkacher Stadtrat vertreten.

### Einwohnerentwicklung
Für Obervolkach sind seit Beginn des 19. Jahrhunderts konkrete Einwohnerzahlen nachgewiesen. Zunächst lebten immer über 600 Personen im Ort, so gab es im Jahr 1830 das Allzeithoch von 664 Personen im Dorf. Gegen Ende des 19. und zu Beginn des 20. Jahrhunderts sanken die Einwohnerzahlen allerdings deutlich. Erst durch die Heimatvertriebenen nach dem Zweiten Weltkrieg erreichte man wieder eine Einwohnerzahl von 664. Die Zahl pendelte sich im Anschluss auf unter 600 ein.
| Jahr | Einwohner | Jahr | Einwohner | Jahr | Einwohner |
| ---- | --------- | ---- | --------- | ---- | --------- |
| 1810 | 605       | 1875 | 613       | 1950 | 664       |
| 1820 | 631       | 1888 | 587       | 1961 | 562       |
| 1830 | 664       | 1900 | 533       | 1970 | 592       |
| 1867 | 599       | 1925 | 535       | 1987 | 591       |

## Kultur und Sehenswürdigkeiten

### Baudenkmäler

#### Nikolauskirche

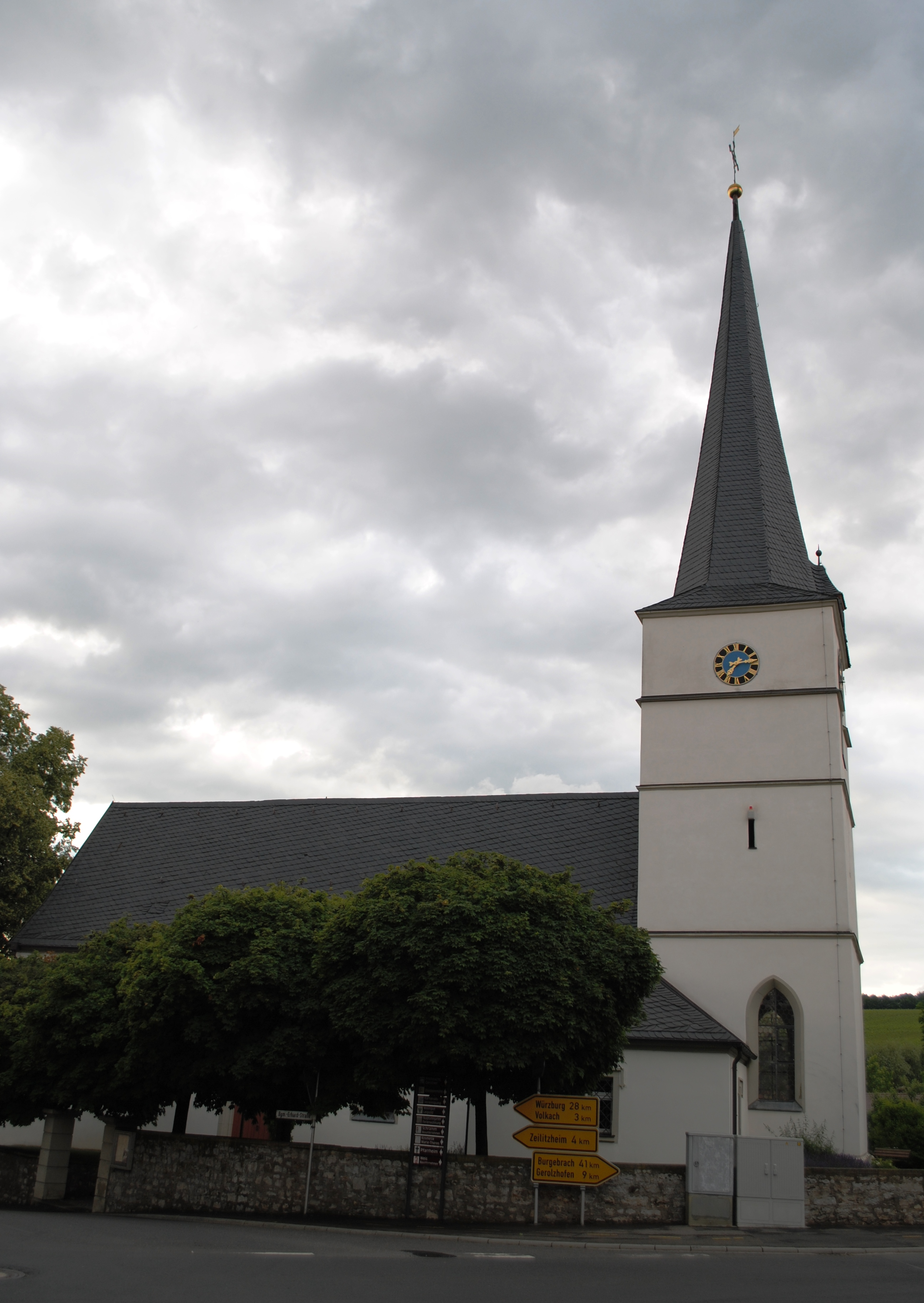
Die Kirche St. Nikolaus in Obervolkach

Die Kirche bildet den heutigen Mittelpunkt des Dorfes. Um sie herum entstand ein vollständig neuer Ortsteil. Die Kirche sagte sich wohl bereits um 1330 von der Mutterkirche auf dem Volkacher Kirchberg los, die entsprechenden Urkunden verbrannten allerdings in der Folgezeit. Deshalb wird die Unabhängigkeit der Pfarrei Obervolkach erst auf das Jahr 1435 datiert. Die erste Kirche wurde wohl kapellenartig errichtet und in der Folgezeit ersetzt.
Heute präsentiert sich die Nikolauskirche vorrangig als Bau der Spätgotik. Ein Julius-Echter-Spitzhelm erhielt das Gotteshaus zu Beginn des 17. Jahrhunderts, als die Kirche renoviert wurde. In der Nachkriegszeit war die alte Kirche bald zu klein für die wachsende Zahl der Gemeindemitglieder geworden und man plante sie zu vergrößern. Deshalb wurde die Grundfläche im Jahr 1976 um zwei Drittel erweitert und die Kirche im Jahr 1977 neu geweiht.
Einige wertvolle Ausstattungsgegenstände werden im Inneren der Kirche aufbewahrt. Die ältesten dieser Stücke stammen aus dem 15. und 16. Jahrhundert. Aus der Friedhofskapelle St. Michael stammen die Figuren von Johannes dem Täufer und der Maria. Von dort kam auch eine Figur des Winzerpatrons Urban. Sie wurde um das Jahr 1490 geschaffen. Besonders wertvoll ist auch der von Franz Ignaz Seuffert gefertigte Prospekt der Orgel.

#### Michaelskapelle und Friedhofsportal
Zunächst befand sich der Obervolkacher Friedhof um die Pfarrkirche. Als die Bevölkerungszahl zu Beginn des 17. Jahrhunderts wuchs, verlegte man ihn im Jahr 1606 an den Ortsrand. Dabei entstand das Friedhofsportal. Es wurde mit drei Reliefs verziert, dem Wappen des Auftraggebers, des Würzburger Fürstbischofs Julius Echter von Mespelbrunn und ein Kreuzigungsrelief. Ein weiteres Relief weist eine Inschrift auf.
Die Friedhofskapelle entstand erst im Jahr 1716, als Auftraggeber war wiederum der Würzburger Bischof, Johann Philipp von Greiffenclau zu Vollraths. Zur Straße hin bekrönt ein kleiner Dachreiter das Gebäude. Die Kapelle weist mehrere wertvolle Ausstattungsgegenstände auf, ist allerdings zumeist nicht öffentlich zugänglich. Eine Pietà stammt aus dem 16. Jahrhundert, drei weitere Figuren kamen in die Pfarrkirche.

#### Volkachbrücke
Ein weiteres Baudenkmal ist die alte Brücke über die Volkach, die die beiden Dorfteile verbindet. Im Nordwesten befindet sich das ältere Dorf, mit der Pfarrkirche liegt der jüngere Teil des Ortes im Osten. Eine Brücke muss spätestens im 17. Jahrhundert bestanden haben. Allerdings ist völlig unbekannt, wann erstmals ein fester Übergang an dieser Stelle zu datieren ist.
Die Volkachbrücke besteht aus vier steinernen Jochen. Auf der Nordseite weist sie mehrere gemauerte Widerlager auf. Durch den sukzessiven Ausbau der Gemeindestraße, die über die Brücke führt, heute die Bürgermeister-Erhard-Straße, musste im Jahr 1997 die Anlage erneuert werden. Seit dem 18. Jahrhundert ziert der Brückenheilige Johann von Nepomuk als fast lebensgroße Statue die Brücke.

#### Privathäuser und Höfe

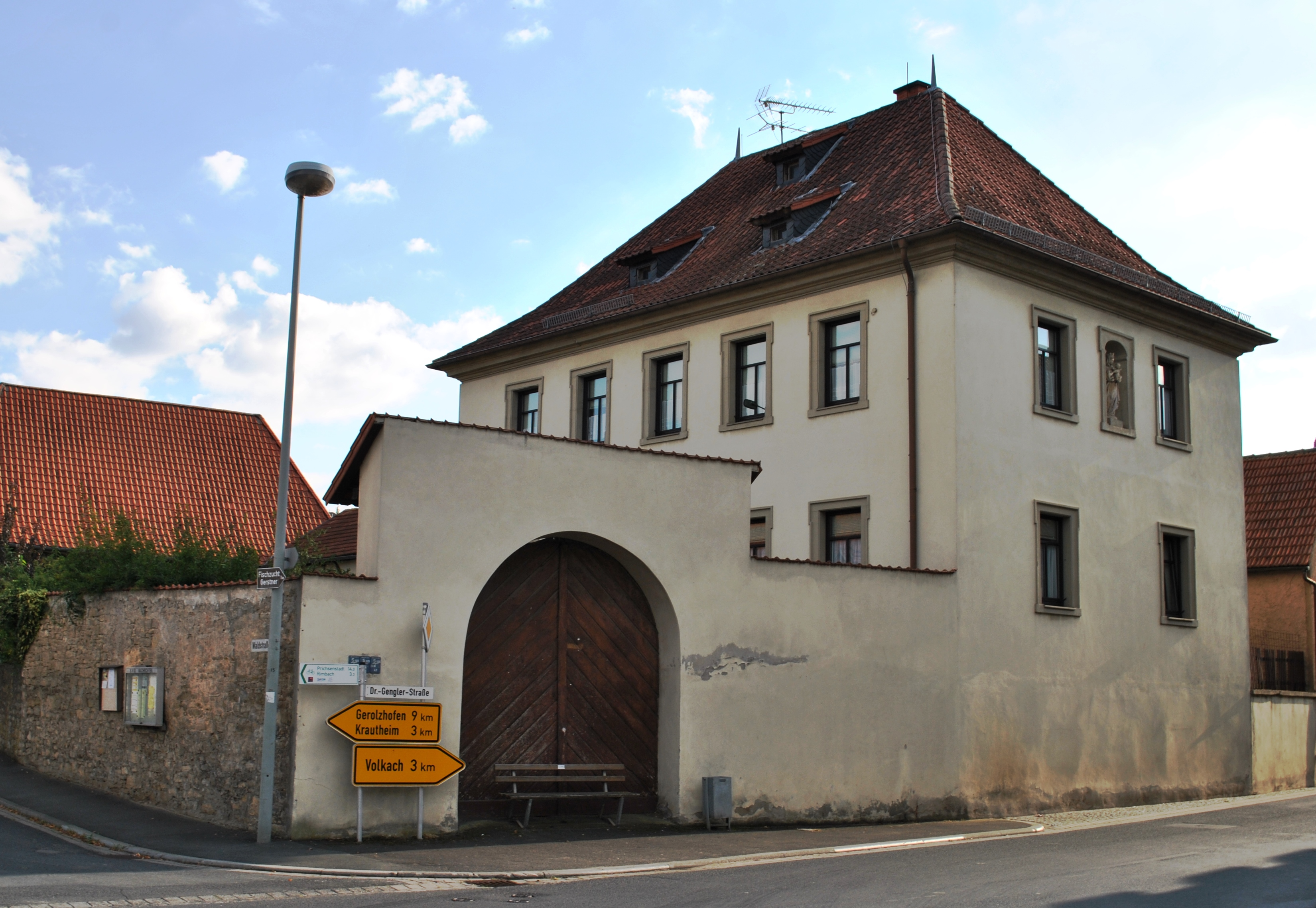
Der ehemalige Pfarrhof an der Genglerstraße

In Obervolkach haben sich auch kleinere Gebäude aus früheren Zeiten erhalten. Ältestes dieser Häuser ist der ehemalige Pfarrhof, der heute als Wohnhaus genutzt wird. Er ist mit der Jahreszahl „1699“ bezeichnet und präsentiert sich als zweigeschossiger Walmdachbau mit Rundbogenportal. Teile der Hofummauerung bestehen noch. Eine Scheune, ein Walmdachhaus mit Bruchsteinmauerwerk aus dem 18. Jahrhundert und ein Fachwerk-Nebengebäude schließen an den Hof an. → siehe auch: Pfarrhaus (Obervolkach)
Ein ganz ähnliches Erscheinungsbild wie der Pfarrhof weist ein Wohnhaus an der Dr.-Gengler-Straße 20 auf. Es ist ebenfalls als Walmdachbau errichtet, ein Fachwerkobergeschoss wurde verputzt. Das angebaute Hofportal mit einer Hausfigur datiert auf das Jahr 1740. Das Wohnhaus in der Bürgermeister-Erhard-Straße 18 wurde gelb verputzt. Es handelt sich um einen zweigeschossigen Walmdachbau in Ecklage. Ein Ökonomieteil datiert auf das 18. bzw. 19. Jahrhundert, die Hauspforte auf das Jahr 1726.
Der ehemalige Zehnthof, wo die Abgaben an die Dorfherren geleistet werden mussten, entstand im 18. Jahrhundert an der Landsknechtstraße. Heute wird er als Wohnhaus genutzt. Er präsentiert sich als zweigeschossiger Walmdachbau. Die Fenster weisen teilweise geohrte Rahmungen auf. Zum Hof gehört eine schlichte Scheune, die ebenfalls im 18. Jahrhundert errichtet wurde.
Ein ehemaliger Gasthof an der Landsknechtstraße wurde als erhaltenswert eingestuft. Der Bau hat geohrte Rahmungen und erhielt im 18. Jahrhundert ein Walmdach. Jüngstes Baudenkmal ist das ehemalige Schul- und Rathaus inmitten des Dorfes. Es wurde am 1. Mai 1875 eingeweiht, weil das alte Schulhaus zu eng geworden war. Es handelt sich um einen zweigeschossigen, traufständigen Walmdachbau mit erhaltenen Eckpilastern.

#### Bildstöcke und Kleindenkmäler

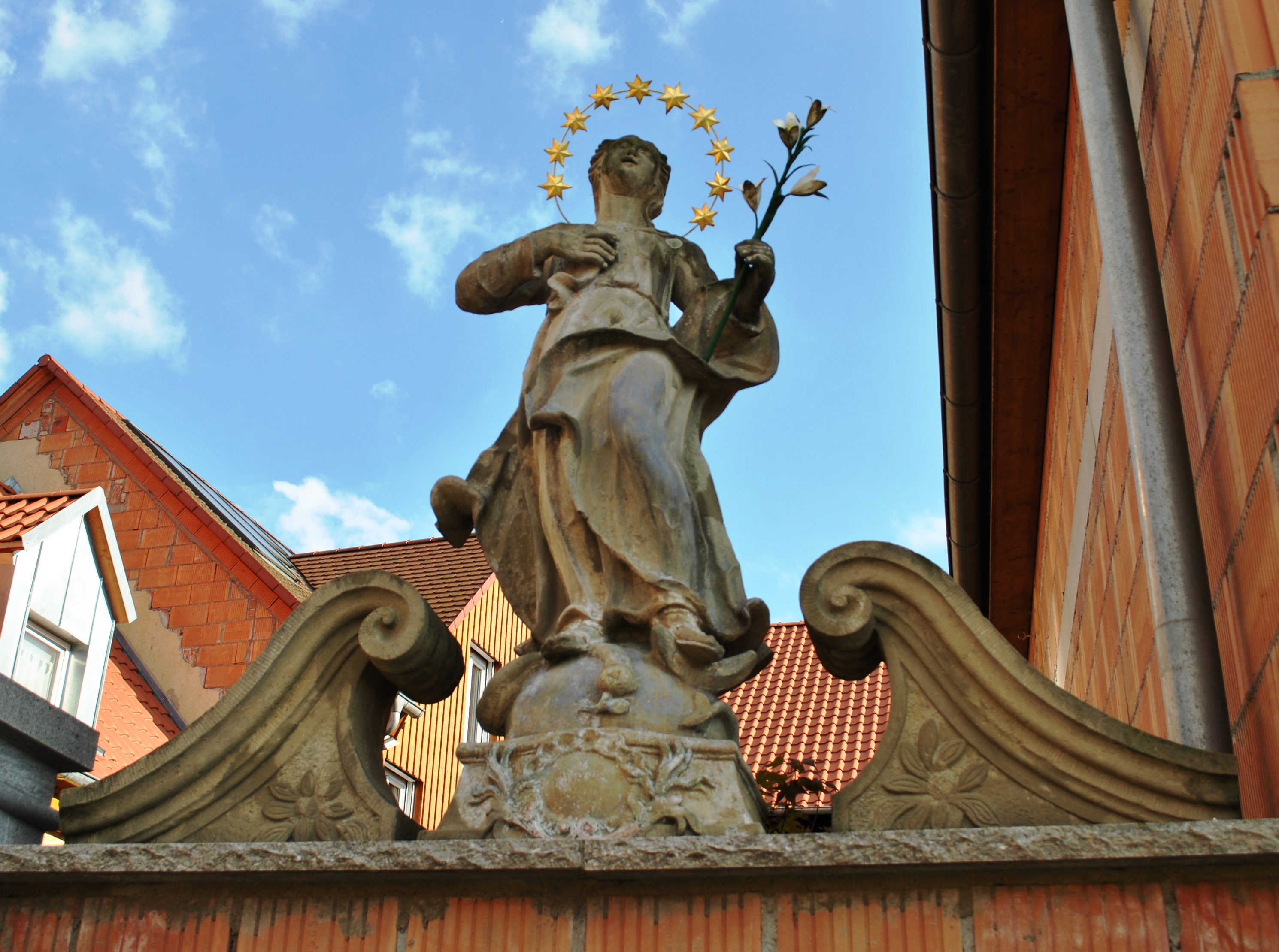
Die Figur der Immaculata an der Genglerstraße

In dem katholischen Pfarrdorf existiert eine Vielzahl von zumeist religiösen Kleindenkmälern. Die ältesten dieser Objekte sind die sogenannten Johannitersteine, die um die Kapelle Jesus auf der Wies aufgestellt sind. Sie wurden vom Bayerischen Landesamt für Denkmalpflege allerdings nicht nachqualifiziert. Die Steine gehen zurück auf das Jahr 1306, als die Johanniter aus Würzburg einige Besitzungen im Dorf mit Steinen zur Grenzziehung umgaben.
Auf das 16. Jahrhundert und die Zeit der Gegenreformation datiert der Bildstock am Aufgang zu den nördlichen Weinbergen. Der Monolith ist mit einem Relief der Kreuzigung verziert. Chronologisch folgt der Altarbildstock an der Michaelskapelle. Er stellt als Kreuzschlepperbildstock von 1716 eine Rarität in ganz Franken dar. Oberhalb des eigentlichen Altars sind die plastischen Figuren des getretenen Christus angebracht. Der Stock wurde nicht nachqualifiziert.
Auf 1748 wird ein weiterer Altarbildstock an der Straße nach Volkach datiert. Er enthält eine Marienkrönung, darüber die Figur des heiligen Sebastian. Ein Sandsteinportal mit den typisch fränkischen Pinienaufsätzen, Landsknechtstraße Nummer 20, stammt aus dem 18. bzw. 19. Jahrhundert. Eine kleine Wegkapelle am Aufgang zur Stettenburg ist wohl im 18. Jahrhundert entstanden.
Die Figur einer Immaculata aus dem 18. oder 19. Jahrhundert sitzt auf der Mauer eines Neubaus. Maria, von einem Sternenkranz umgeben, hält eine Rose in ihren Händen. Zwei ausladende Voluten sind ebenfalls erhalten. 1896 entstand vor der Kirche St. Nikolaus die Mariensäule als Kriegerdenkmal mit den Namen der Gefallenen zur Erinnerung an den Deutsch-Französischen Krieg.
Eine Obervolkacher Besonderheit sind zwei Kruzifixe im Viernageltypus an markanten Punkten des Dorfes, die auf den Anfang des 20. Jahrhunderts datieren. Eines davon steht am westlichen Ortsrand an der alten Straße in Richtung Volkach. Das Sandsteinkreuz geht in einen Sockel mit abgeschrägtem Tisch über. Oberhalb der Staatsstraße St 2274, der heutigen Verbindung nach Volkach, steht das zweite Kruzifix.

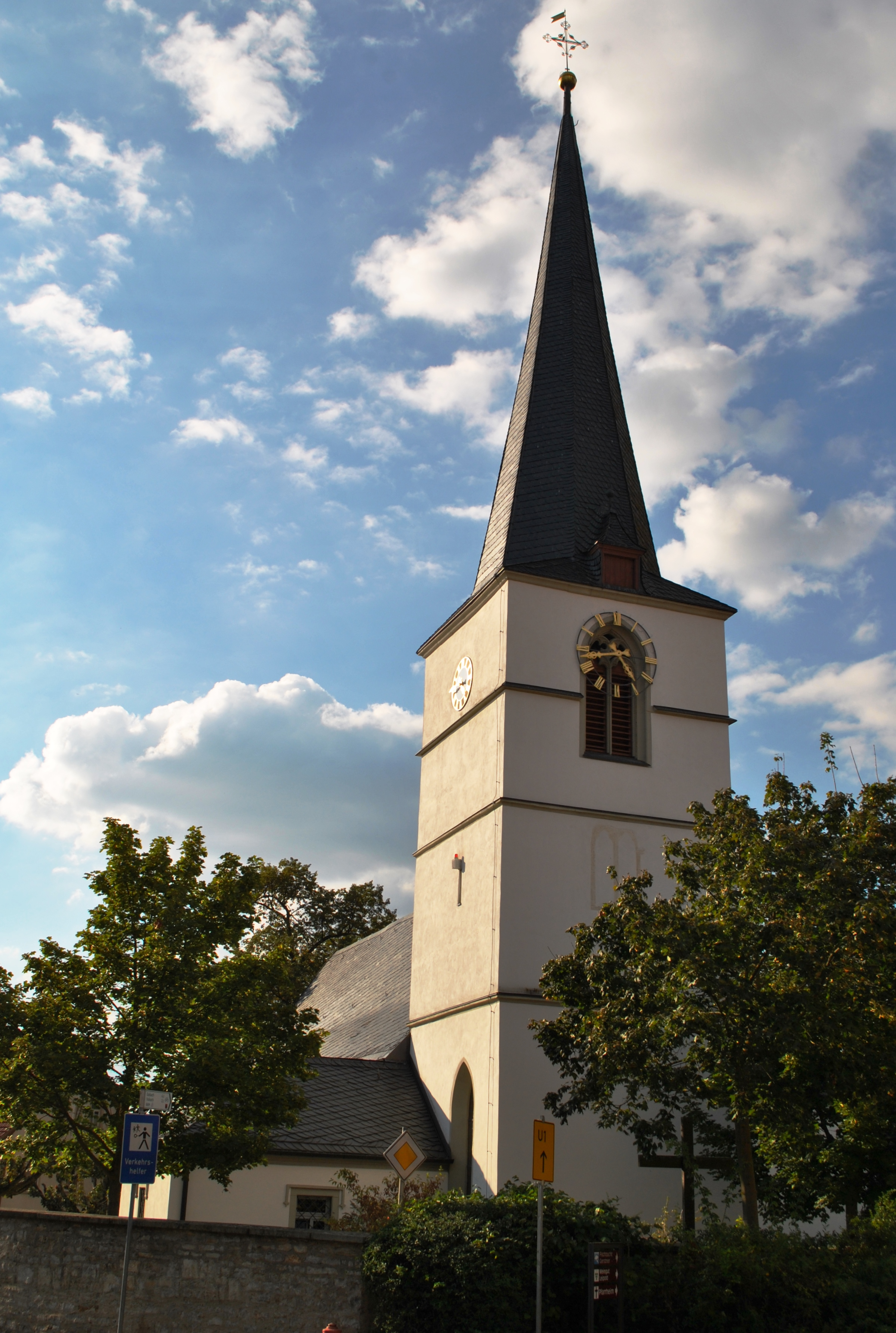
Der Turm der Pfarrkirche St. Nikolaus
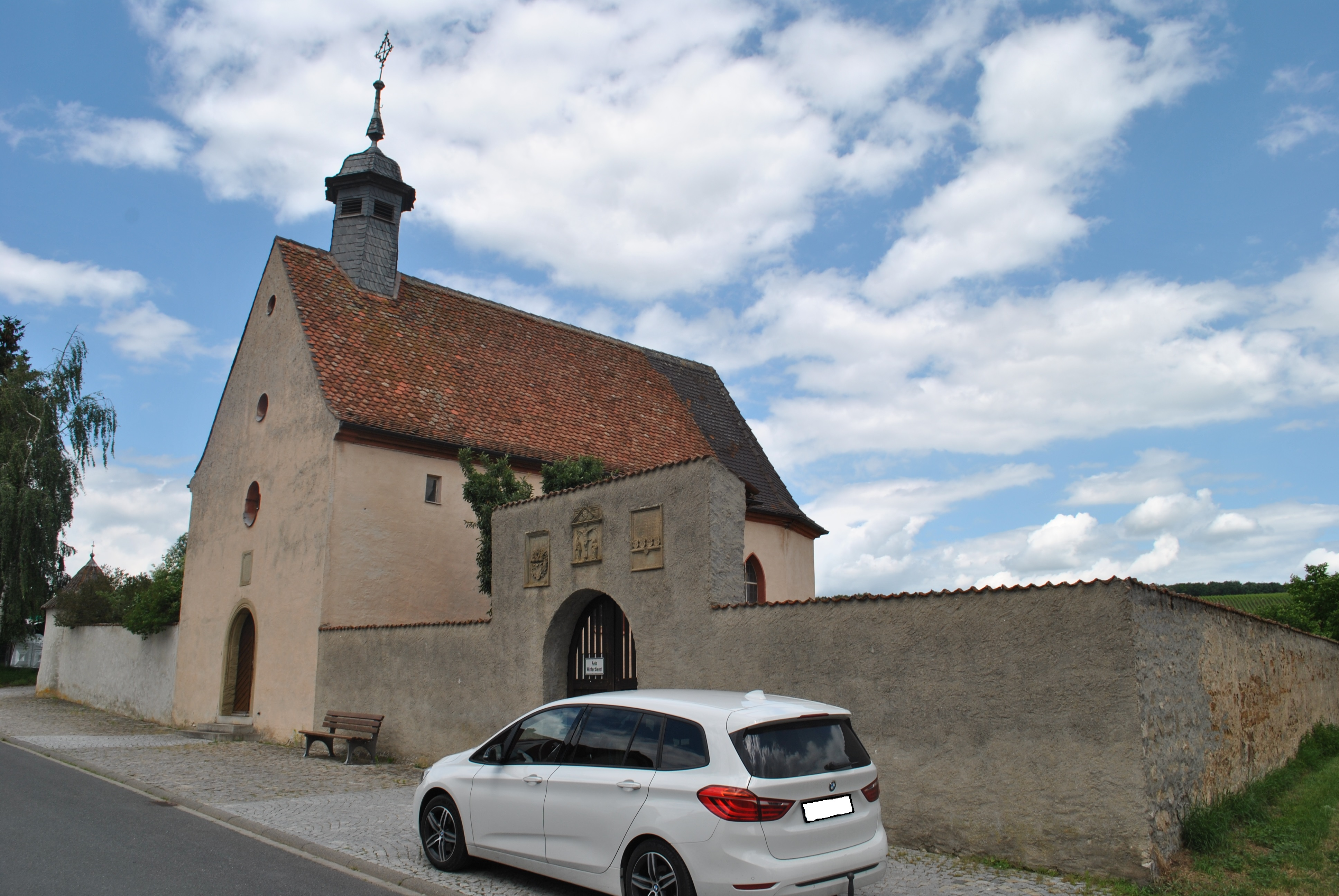
Die Kapelle St. Michael mit der Friedhofsmauer
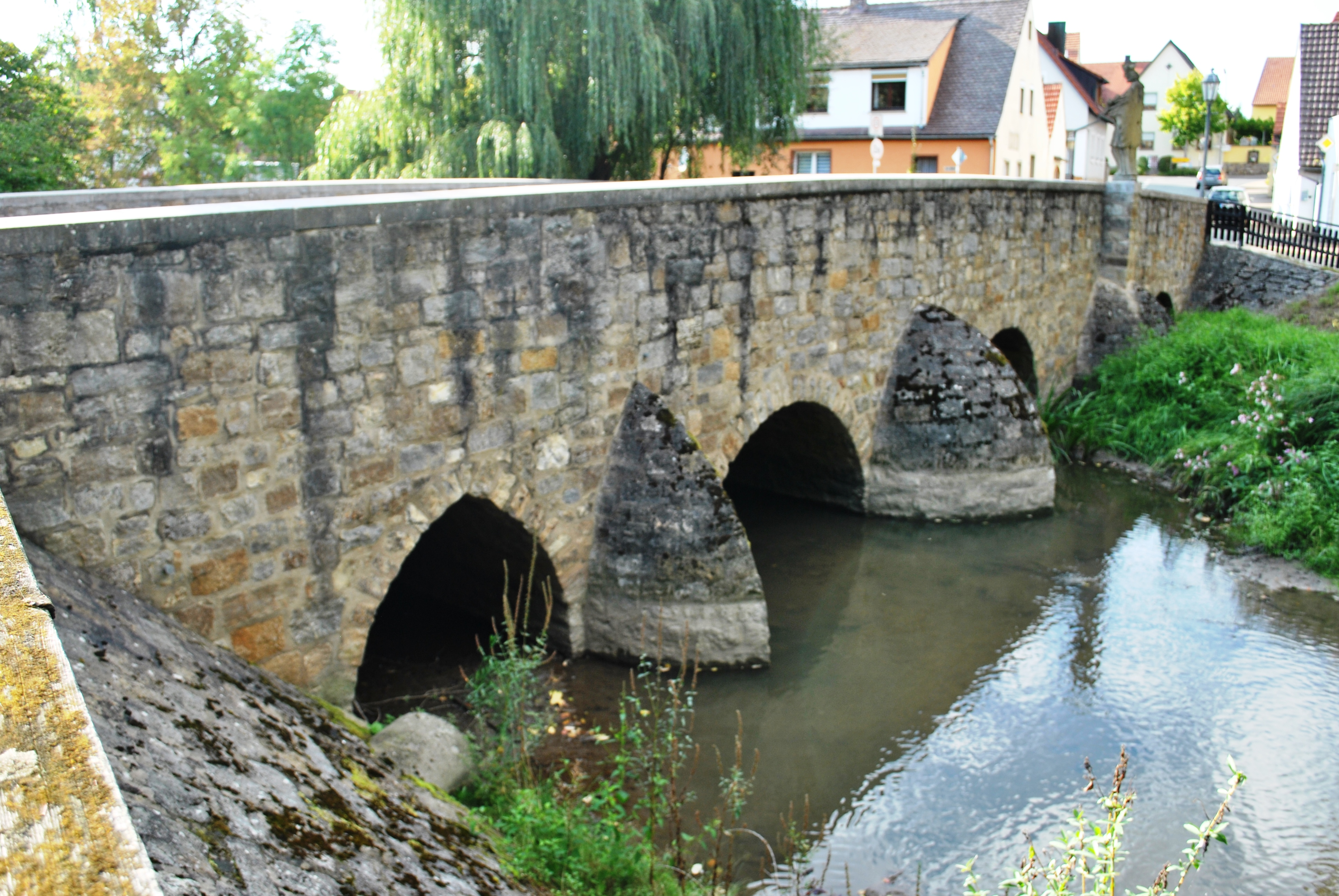
Die Brücke über die Volkach
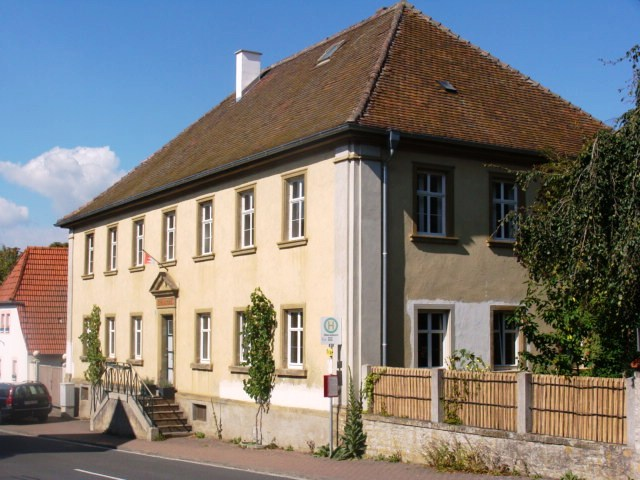
Das ehemalige Schul- und Rathaus
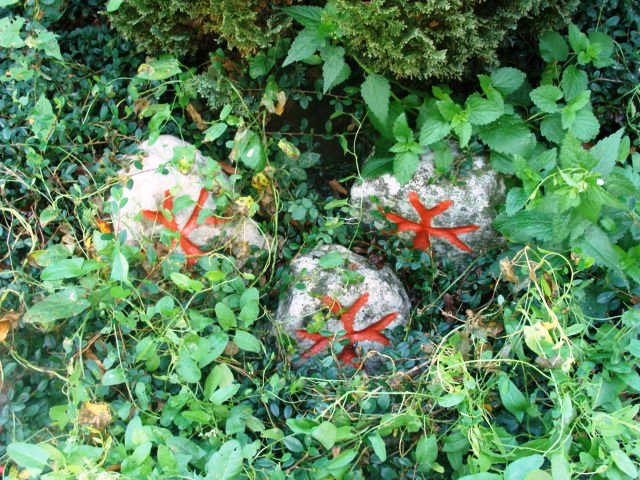
Die Grenzsteine der Johanniter
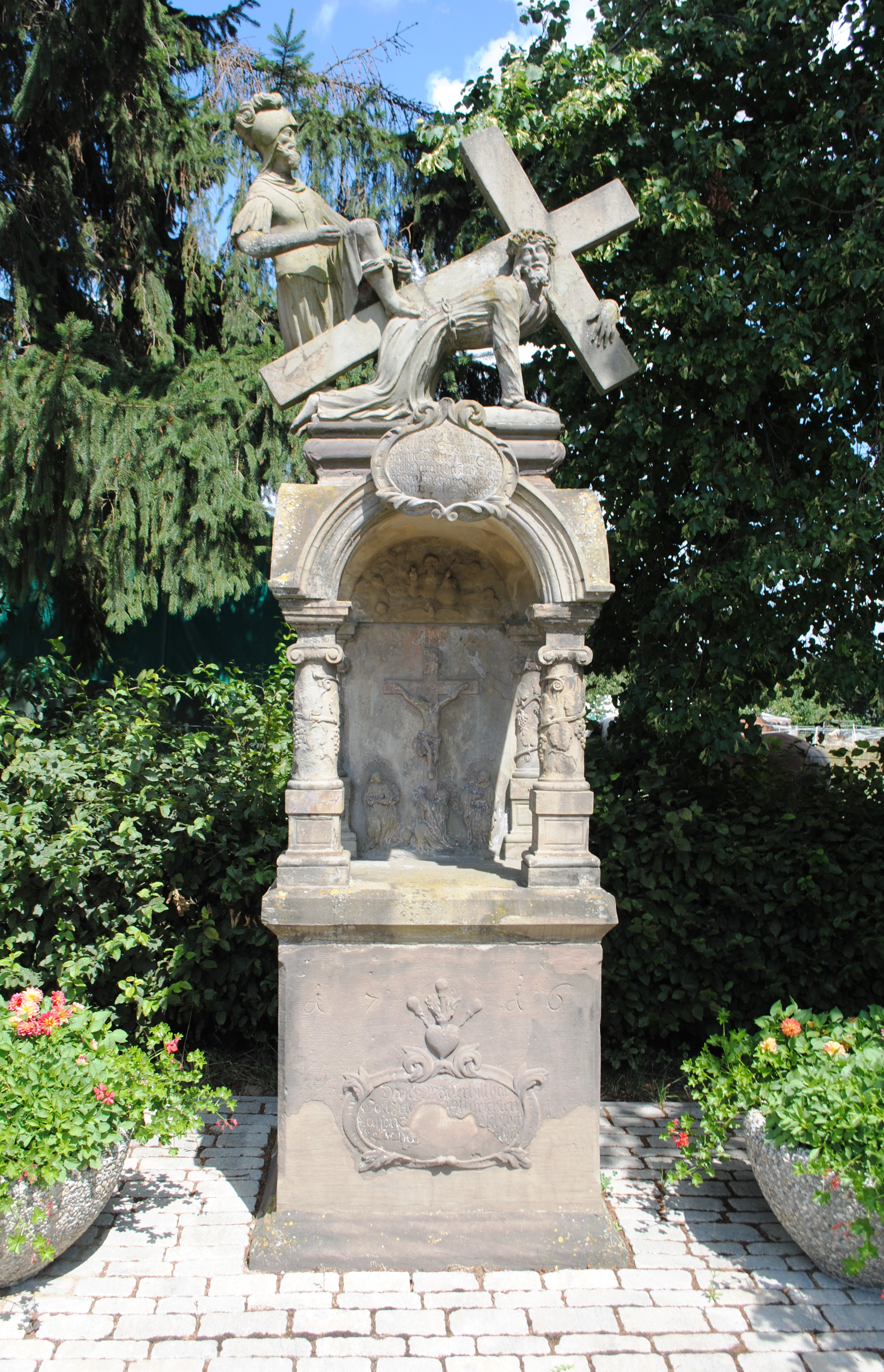
Der Bildstock von 1716
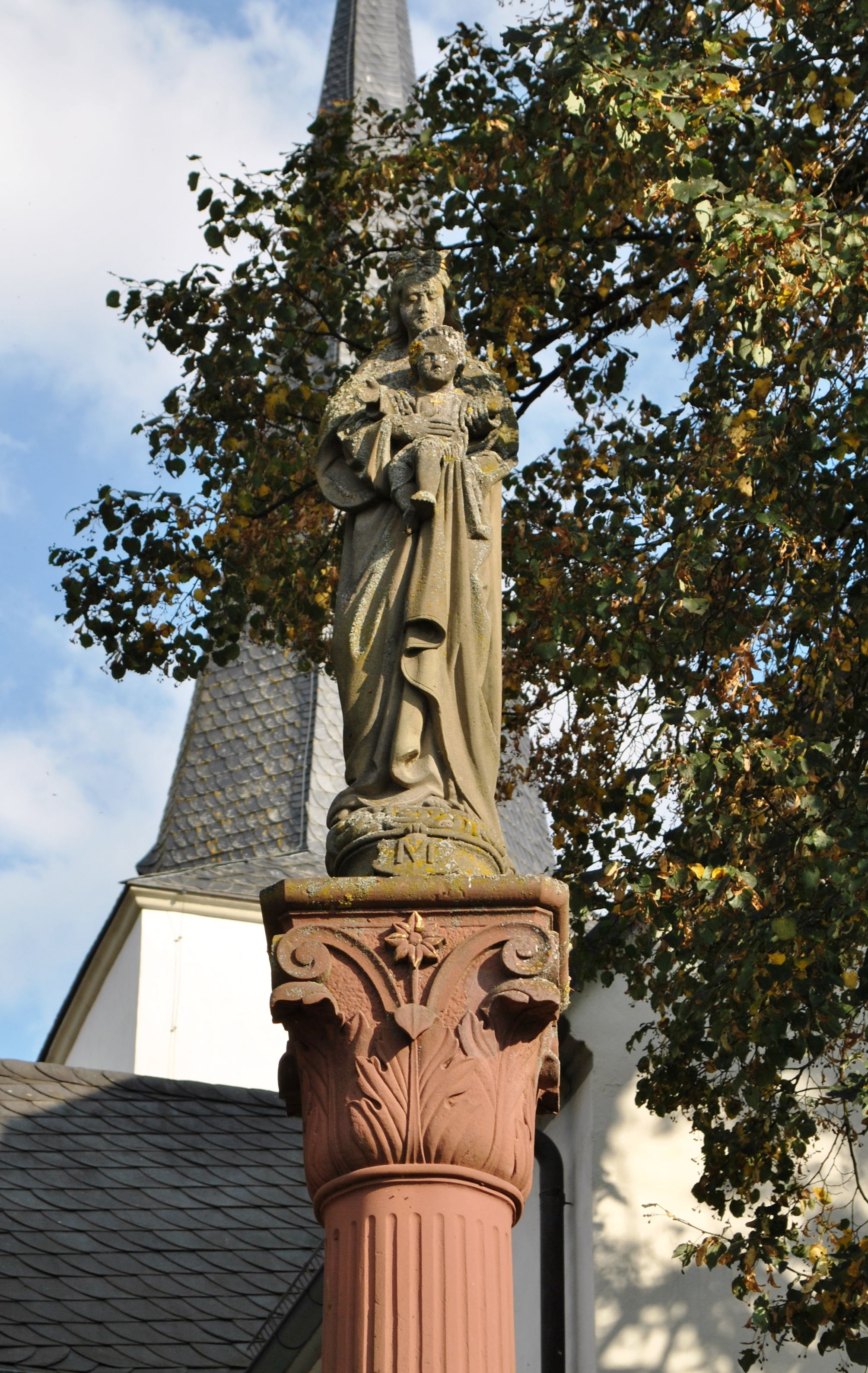
Die Mariensäule vor der Kirche

### Burgruine Stettenburg
Die Stettenburg befindet sich eigentlich auf der Flur des Volkacher Ortsteils Stettenmühle. Allerdings ist der Burgstall von den Weinbergen der Obervolkacher umgeben. Die Burg entstand wohl zu Beginn des 13. Jahrhunderts, worauf die noch erhaltenen Steinquader hinweisen. Bereits 1225, bei der Ersterwähnung der Stettenburg, war die Burg eine Ruine. Wahrscheinlich hatten die Casteller Ministerialen von Stettenberg dort ihren Stammsitz.
Im 14. Jahrhundert planten die Grafen zu Castell, die Burg wiederaufzubauen, allerdings scheiterten diese Pläne am Widerstand des Würzburger Fürstbischofs. Es haben sich lediglich Reste des ehemaligen Bergfrieds sowie zwei Gräben und die Fundamente der Ringmauer erhalten, woraus zu schließen ist, dass die Burg ursprünglich eine einteilige Höhenburg mit rechteckigem Grundriss war.

### Kapelle Jesus auf der Wies
Offiziell befindet sich die Kapelle auf der angrenzenden Rimbacher Gemarkung. Allerdings unterhält die Kirchengemeinde in Obervolkach seit langem das Gebäude, das als Rimbacher Baudenkmal eingeordnet ist. Ein alter Wallfahrtsweg zur Kirche Maria im Sand in Dettelbach führte  vorbei. Dort stand ursprünglich ein reich verzierter Bildstock, im 17. Jahrhundert entstand ein kleiner Kapellenbau.
Nach einer Stiftung im Jahre 1872 entschied der Obervolkacher Gemeinderat, die Kapelle erneuern zu lassen. Das Gebäude in seiner heutigen Form als kleiner Rechteckbau war bis ins Jahr 1874 fertiggestellt. Ein polygonaler Chor schließt es nach Westen hin ab. Heutzutage befinden sich die meisten der Ausstattungsstücke in der Nikolauskirche in Obervolkach. Lediglich ein Bildstockrelief, eingelassen in die Choraußenwand stammt noch von der alten Ausstattung.

### Volkach- und Weidachmühlen
Eine Besonderheit Obervolkachs sind die vielen Mühlen am Volkachbach und an der Weidach, die über Jahrhunderte die Getreideversorgung der Bevölkerung sicherstellten. Heute existiert nur noch eine dieser Mühlen, die sogenannte Gründleinsmühle (siehe auch Wirtschaft). Sie wurde am Ende des 16. Jahrhunderts erstmals genannt. Damals gab es zwei Dorfmühlen, Wasserstreitigkeiten belegen einen Konkurrenzkampf zwischen beiden Betrieben.
Am 21. Juli 1589 wird von einem neuen Mahlwerk berichtet. 1593 häuften sich Beschwerden über die Stauung des Mühlbaches, Teile des Dorfes wurden überspült. Die Müller mussten daraufhin ihre Wehre zurückbauen und den Bach reinigen. Im Jahr 1745 ist Peter Rössner als Inhaber der Mühle genannt. Er schüttete den alten Bach zu und grub einen neuen. Dies fügte den Volkacher Müllern einen großen Schaden zu und musste nach Zahlung einer Strafe wieder rückgängig gemacht werden.
Im Jahr 1874 erwarb Georg Schmitt die Mühle. Nun tauchte erstmals der Name Gründleinsmühle auf. Schmitt erweiterte den Mühlenbetrieb und belieferte auch Bäckereien der Umgebung. 1905 heiratete Karl Englert aus Grünsfeld in die Müllerfamilie ein, 1906 wurden zwei neue Turbinen angeschafft. Im Jahr 1925 gliederte man das Getreidelager aus. Auch während des Zweiten Weltkriegs kam es nicht zum Niedergang der Mühle. In den Jahren 1958 und 1960 begann man die Produktion auf Tierfertigfutter umzustellen. → siehe auch: Gründleinsmühle
Die Ziegelmühle befindet sich am Weg nach Krautheim. Sie war 80 bis 100 Jahre in Betrieb. Zuletzt wurde sie mindestens zwei Generationen lang von den sogenannten Stahlmüllern betrieben. Der Mühlbetrieb musste nach der Flurbereinigung 1973 eingestellt werden. In der sogenannten Fuchsenmühle in Richtung Zeilitzheim wurde noch bis in die 1950er Jahre gemahlen. Der letzte Müller hieß Bausenwein.

### Schwesternstation (1893–1970)
| Name            | Amtszeit  |
| Maria Ludovica  | 1893–1917 |
| Maria Iro       | 1917–1923 |
| Maria Eulogia   | 1923–1924 |
| Maria Viridiana | 1924–1933 |
| Maria Calamanda | 1933–1968 |

In der zweiten Hälfte des 19. Jahrhunderts förderte der bayerische Staat die Errichtung von Kindergärten in den ländlichen Regionen. Volkach erhielt 1857 eine Kinderbewahranstalt, Kitzingen folgte 1860. Diese Anstalten wurden als sogenannte Privatinstitute errichtet. Sie wurden von privaten Unternehmen betrieben und erhielten eine behördliche Genehmigung. Zumeist wurden sie von Stiftern ins Leben gerufen und von Schwestern betrieben.
In Obervolkach vermachte der Pfarrer Johann Barthelme, Geistlicher in Laudenbach bei Karlstadt und gebürtiger Obervolkacher, im Jahr 1890 insgesamt 7000 Mark für die Gründung eines Kindergartens. Sein Bruder Georg Josef Barthelme, Pfarrer in Sulzfeld am Main, ergänzte den Betrag um weitere 2000 Mark. Die Gemeinde stellte daraufhin im Jahr 1891 einen ersten Kostenplan auf. Da sie allerdings durch einen Waldkauf im Jahr 1874 hoch verschuldet war, wurde der Bau eines Kindergartens zunächst verworfen.
Der Ortspfarrer Philipp Gengler wollte einen sogenannten Elisabethen-Verein gründen, um hierdurch Spenden zu erhalten. 1891 entstand der Verein für die Armenpflege und begann Spenden zu sammeln. Standort war das Anwesen der Anna Maria Weisensee. Im Februar 1892 legte er einen Finanzierungsplan für den Kauf des zweigeschossigen Fachwerkgebäudes vor. Es war baufällig und die Gemeinde zögerte deshalb, das Anwesen zu erwerben.
Daraufhin kaufte Gengler das Haus und ließ es renovieren. Er bot der Gemeinde an, es für 50 Mark zu mieten. Dennoch nahm die Gemeinde Obervolkach das Angebot zunächst nicht an. Erst am 28. August 1892 wurde der Beschluss zur Einrichtung des Kindergartens verabschiedet. Die Verwaltung sollten Schwestern übernehmen. Zunächst holte man zwei Töchter des Allerheiligsten Erlösers aus Würzburg, eine dritte wurde 1893 angestellt.
Am 28. April 1893 erhielt die Kinderbewahranstalt die Endgenehmigung der Regierung. Dieses Datum gilt als Gründungszeitpunkt. Am 1. Mai besuchten erstmals über 50 Kinder die Anstalt. Die Anstalt blieb zunächst weiterhin konfessioneller Kindergarten unter der Aufsicht des Pfarrers und der Kirchenverwaltung, erst ab 1920 kam sie unter die Oberaufsicht der Caritasverbände.
1932 nahm man erste Verbesserungen am Gebäude vor. Während der nationalsozialistischen Diktatur blieb der Kindergarten weiterhin konfessionsgebunden. Er durfte direkt nach der Kapitulation 1945 wieder eröffnet werden. Das Anwesen war allerdings mittlerweile stark renovierungsbedürftig. Die Gemeinde errichtete daraufhin zwischen 1955 und 1956 ein neues Haus. Es wurde am 11. November 1956 eingeweiht.
Zwei Jahre später, 1958, erneuerte die Gemeinde den Vertrag mit den Schwestern. Zehn Jahre später erhielten langjährige Mitglieder des Schwesternkonvents die Ehrenbürgerwürde verliehen. Nach dem Tod der letzten Oberin Calamanda 1968 blieb die Schwester Clavera noch zwei Jahre und wurde im Jahr 1970 versetzt. Die Schwesternstation in Obervolkach wurde aufgelöst, der Kindergarten blieb allerdings bestehen.

### Regelmäßige Veranstaltungen
Mehrere regelmäßige Veranstaltungen prägen den Jahresablauf in Obervolkach. In der Nacht vom 30. April auf den 1. Mai feiern die Obervolkacher das Maifest, bei dem der Maibaum, eine Birke, am Rande des Dorfes aufgestellt wird. In der Fastnachtszeit veranstaltet die Karnevalsvereinigung Obervolkach mehrere Sitzungen des Elferrates im Ort. Hierbei treten auch überregional bekannte Karnevalisten auf.
Mittelpunkt des Festkalenders ist das Obervolkacher Weinfest. Es findet immer am letzten Juli-Wochenende statt und war zeitweise mit über 20.000 Gästen das zweitgrößte Weinfest an der Mainschleife. Zunächst organisierte die Katholische Landjugend im Jahr 1969 ein Garten-Weinfest, das bald mit der Kirchweih zusammengelegt wurde. Daraus entstand das heutige Weinfest, das auf den ehemaligen Gemeindewasen stattfindet.

### Sagen
Ähnlich wie in Gaibach, Volkach und Rimbach existiert auch in Obervolkach die Sage vom Hoi-Mann, der als böser Verwalter im Gaibacher Schloss nach seinem Tod in den Haardt-Wald zwischen Obervolkach und Rimbach verbannt wurde und dort als Geist sein Unwesen treibt.
Ein Bauer hatte im Wald Holz gesammelt und wollte mit seinem Fuhrwerk nach Hause fahren. Noch im Wald blieb der Wagen plötzlich stehen und die Pferde kamen nicht mehr voran. Daraufhin spannte der Bauer weitere Pferde vor den Wagen, doch er bewegte sich immer noch nicht. Der Bauer betete, was auch nicht half, und stieß danach in seiner Verzweiflung einen Fluch gegen den Hoi-Mann aus. Da setzte sich der Wagen wieder in Bewegung.
Die Obervolkacher verabredeten sich einmal, um in der Haardt Holz zu stehlen. Sie zogen also in der Nacht in den Wald. Dort aber hörten sie einen Fuhrmann sehr laut schreien und zogen in Richtung des Lärms. Sie entdeckten einen Weinbauern mit einer Fuhre Weinfässer auf einer Lichtung. Das Fuhrwerk steckte fest. Sie wollten helfen, als sie sahen, dass der Fuhrmann keinen Kopf hatte. Sie gingen schnell nach Hause. Am nächsten Tag war nichts mehr von dem Fuhrwerk zu sehen.
Ein Mädchen wollte mit seiner Mutter im Haardt-Wald einst Kiefernzapfen, die sogenannten Tannengeiß, sammeln. Ihre Mutter hatte sie kurz allein gelassen, als das Mädchen einen Mann ohne Kopf an einem Baum entdeckte. Er schlug dort die Rinde des Baumes mit einem Hammer ab. Das Mädchen lief zu seiner Mutter und sagte zu ihr: „Guck, da sitzt ein Männlein, das hat keinen Kopf und schlägt aber doch mit einem Hammer die Schelfen ’runter!“ Die Mutter verließ mit ihrer Tochter schnell den Wald.

## Wirtschaft und Infrastruktur

### Wirtschaft
Die Wirtschaft Obervolkachs ist schon seit dem Mittelalter von den noch heute praktizierten Methoden geprägt. Zum einen boten die Gewässer, die durch das Dorf fließen, Ressourcen für den Fischfang, zum anderen wurde die Wasserkraft für das Betreiben mehrerer Mühlen genutzt (siehe auch Mühlen). Bald setzte sich auch der Weinbau an den Südhängen der Hügel und Berge der Umgebung durch und ergänzte die Wirtschaft des Dorfes.
Im 19. Jahrhundert existierte in Obervolkach eine Brauerei. Erstmals tauchte mit Georg Wohlfahrt im Jahr 1835 ein Brauer im Dorf auf, später übernahm  mutmaßlich der Sohn Peter Wohlfahrt den Brauereibetrieb. Allerdings betrieb bereits 1842 Joseph Meißner die sogenannte Wohlfahrtbräu, die in einem Gebäude mit Stallungen an der Volkacher Straße untergebracht war. Zwischen 1870 und 1876 ist der Braubetrieb letztmals nachgewiesen.
Heute sind die Weinberge Obervolkachs in der Lage Obervolkacher Landsknecht zusammengefasst. Die nahe Mainschleife führte zu einer Steigerung des Ausflugstourismus, insbesondere durch die Vermietung von Ferienwohnungen.  Die letzte bestehende Mühle, die Gründleinsmühle, hat sich auf die Herstellung von Bäckereiprodukten und Futtermitteln spezialisiert. Die Fischzucht Gerstner bewirtschaftet 100 Hektar Teichflächen und ist damit einer der größeren Züchter in Bayern.
| Weinlage    | Größe 1887 | Größe 1940 | Größe 1976 | Größe 1993 | Himmelsrichtung | Hangneigung | Hauptrebsorten           | Großlage            |
| ----------- | ---------- | ---------- | ---------- | ---------- | --------------- | ----------- | ------------------------ | ------------------- |
| Landsknecht | 43 ha      | 11 ha      | 25,1 ha    | 53 ha      | Südwesten       | 15–40 %     | Müller-Thurgau, Silvaner | Volkacher Kirchberg |

### Verkehr
Obervolkach war lange Zeit verkehrstechnisch eher unbedeutend. Nach dem Aufstieg von Volkach, das sich als Zweitorestadt nach Norden bzw. Süden orientierte, lag Obervolkach in einer Abseitsposition. Lediglich die Straße zwischen Volkach und Gerolzhofen führte durch das Dorf. Später erhielt diese Verkehrsverbindung durch die Prozessionen der Obervolkacher zur Kirche Maria im Weingarten eine zusätzliche religiöse Bedeutung. In den 1960er-Jahren begann der Ausbau dieser Verbindung.
Heute führt die Staatsstraße St 2274 als Dr.-Gengler-Straße durch das Dorf in Richtung Krautheim. Die Vorgängerstraße, heute die Alte Obervolkacher Straße, verband Volkach und Obervolkach entlang des Volkachbachs, die heutige Straße ist höher gelegen. Von Gaibach aus führt die Kreisstraße KT 33 nach Obervolkach an der Stettenmühle vorbei. Dort mündet auch die Straße Am Seegrund, ursprünglich die Kreisstraße SW 40, ein. Im Süden verbindet die Kreisstraße KT 36 den Ort mit Rimbach.
Eine Bushaltestelle an der Nikolauskirche (Bürgermeister-Erhard-Straße) wird von drei Linien des VGN angefahren. Die Linie 8105 (Volkach-Kürnach-Würzburg), die Linie 8137 (Schweinfurt-Schwebheim-Hirschfeld) und die Linie 8290 (Gernach/Münsterschwarzach-Volkach-Gerolzhofen) machen in Obervolkach Halt. Das touristische Mainschleifenshuttle fährt Obervolkach nicht an, allerdings hat die Stadt Volkach einen Bürgerbus eingerichtet.

### Bildung
| Name                  | Amtszeit  |
| Adam Engel            | 1896–1927 |
| Gerhard Glöckner      | 1927–1950 |
| Vinzenz Reisenbüchler | 1950–1972 |

Das erste Schulhaus in Obervolkach ist im Jahr 1614 nachgewiesen. Es wurde im Zuge der Gegenreformation von Bischof Julius Echter von Mespelbrunn vor der Pfarrkirche errichtet. Eventuell existierte bereits zuvor ein Haus zur Unterrichtung von Schülern, es taucht in den Quellen allerdings nicht auf. Im Jahr 1811 besserte man das alte Schulhaus aus, 1859 war das Dach ruinös geworden und musste ersetzt werden. Am 21. Februar 1872 wurde eine Erweiterung des Gebäudes geplant.
Kurze Zeit später entschied sich die Gemeinde für einen Neubau, der am 1. Mai 1875 an der Hauptstraße eingeweiht wurde. Damals war die Schule Obervolkachs schon so ausgelastet, dass bald eine Lehrerstelle nicht mehr ausreichte. 1886 erhielt das Dorf eine zweite Lehrerstelle. Im Jahr 1906 wurde das neue Schulhaus umgebaut. 1965 war die Errichtung einer Verbandsschule geplant, ab 1969 wurden die Kinder jedoch bereits in Volkach unterrichtet.
Nach der endgültigen Auflösung der Schule in Obervolkach im Jahr 1972 blieb im Dorf nur noch der Kindergarten erhalten. Er wurde nach der Auflösung der Schwesternstation (siehe auch Schwesternstation) durch Privatpersonen betreut. Ab 1973 wurde ein Bildungsauftrag für die bayerischen Kindergärten festgeschrieben und die Obervolkacher Einrichtung kam unter kommunale Trägerschaft. 1971 besuchten auch die Rimbacher den Obervolkacher Kindergarten. Seit 1978 befindet sich der Kindergarten in städtischer Trägerschaft.
Die grundlegende Bildung wird von der Volksschule Volkach geleistet, in deren Sprengel sich Obervolkach seit 1972 befindet. Unter diesem Namen wurden Grund- und Mittelschule im nahen Volkach zusammengefasst. Schüler und Schülerinnen können dort den Qualifizierenden Hauptschulabschluss und, über den sogenannten M-Zweig, die Mittlere Reife erlangen. Erwachsenenbildung wird von der Volkshochschule Volkach geleistet.
Die höhere Schulbildung erfolgt ebenfalls in Volkach mit der Mädchenrealschule. Im Volkacher Ortsteil Gaibach befindet sich mit dem Franken-Landschulheim Schloss Gaibach ein Gymnasium mit Realschule und Internat. Das Steigerwald-Landschulheim in Wiesentheid liegt ebenso in der Nähe Obervolkachs. Außerdem können die Schüler und Schülerinnen das private Klostergymnasium in Münsterschwarzach besuchen.

### Vereine und Verbände

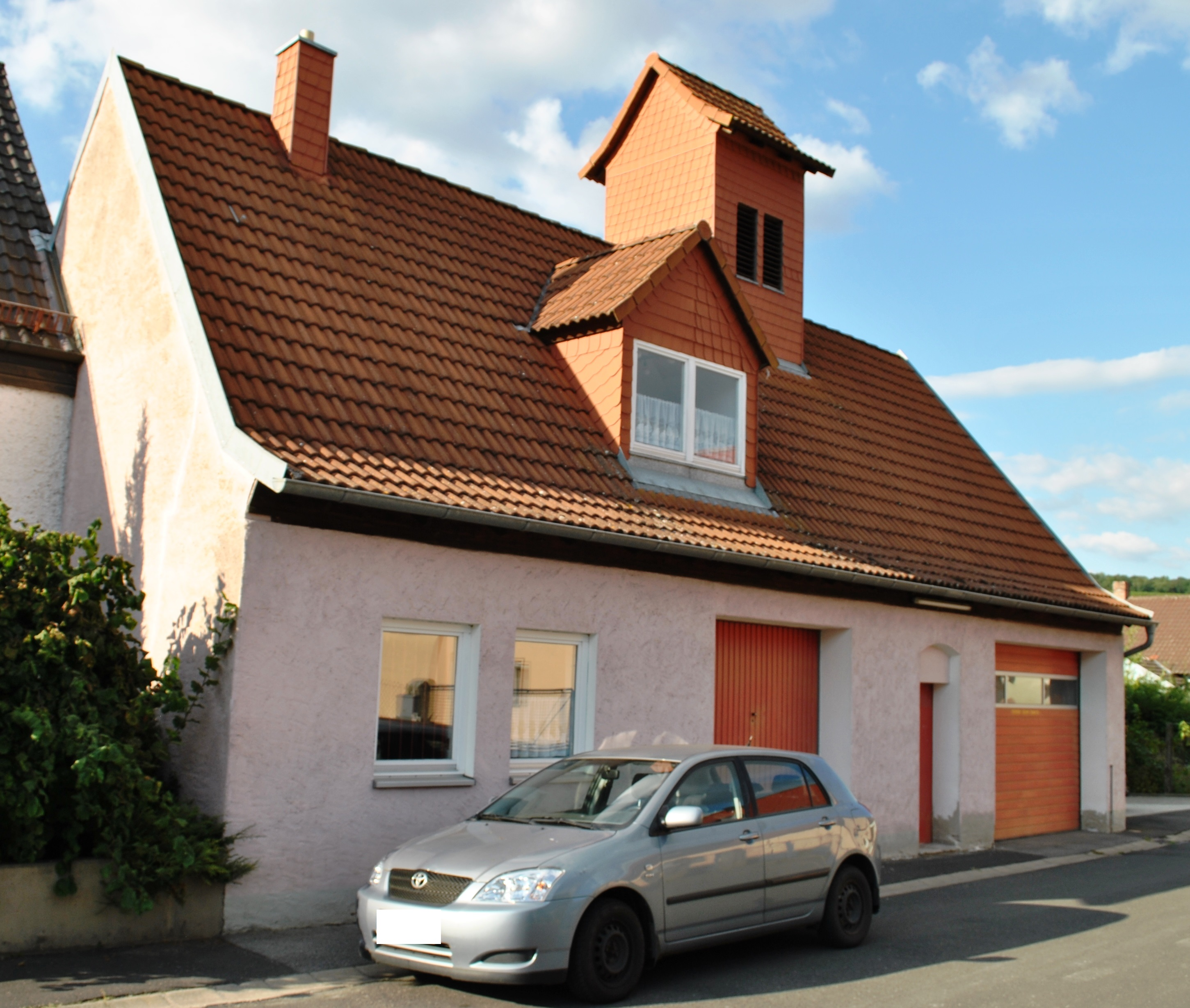
Das Feuerwehrhaus in der Urbanstraße

In Obervolkach existiert eine im Jahr 1874 gegründete Freiwillige Feuerwehr, die in einem Feuerwehrverein organisiert ist. Seit ihrer Gründung gab es mehrere Großbrände in der Gemeinde. Das Feuerwehrhaus steht inmitten des Ortes in der Urbanstraße. Im Jahr 1977 wurde ein erstes Motorlöschgerät (TS 8/8) angeschafft. Heute besitzt die Feuerwehr ein Tragkraftspritzenfahrzeug (TSF). Amtierender Kommandant ist Tobias Feuerbach.
Der Gesangsverein „Frohsinn“ wurde im Jahr 1899 gegründet. Ein Sportverein, der im Jahr 1951 als Sportverein 1951 Obervolkach e. V. wiedergegründet wurde, besteht in Obervolkach seit dem Jahr 1930. 1952 wurde der Sportplatz am Dorfrand in Richtung Rimbach eingeweiht. Zeitweise hatte der Verein über 400 Mitglieder. Neben der Fußballabteilung existiert eine Korbball-Mannschaft.
Mit der Karnevalsvereinigung Obervolkach (KVO) weist das Dorf eine regionale Besonderheit auf. Seit 1964 wird im Ort Karneval gefeiert, 1972 wurde der Verein etabliert. Ein Winzerverein wurde 1976 ins Leben gerufen. Weiterhin gehören die Obervolkacher folgenden Vereinen und Verbänden an: dem CSU-Ortsverband, der Katholischen Landjugend, einem Mütter-, einem Seniorentreff, den Wanderfreunden 1974 Obervolkach-Volkach e. V. und dem Reit- und Fahrverein Mainschleife und Umgebung.

## Persönlichkeiten

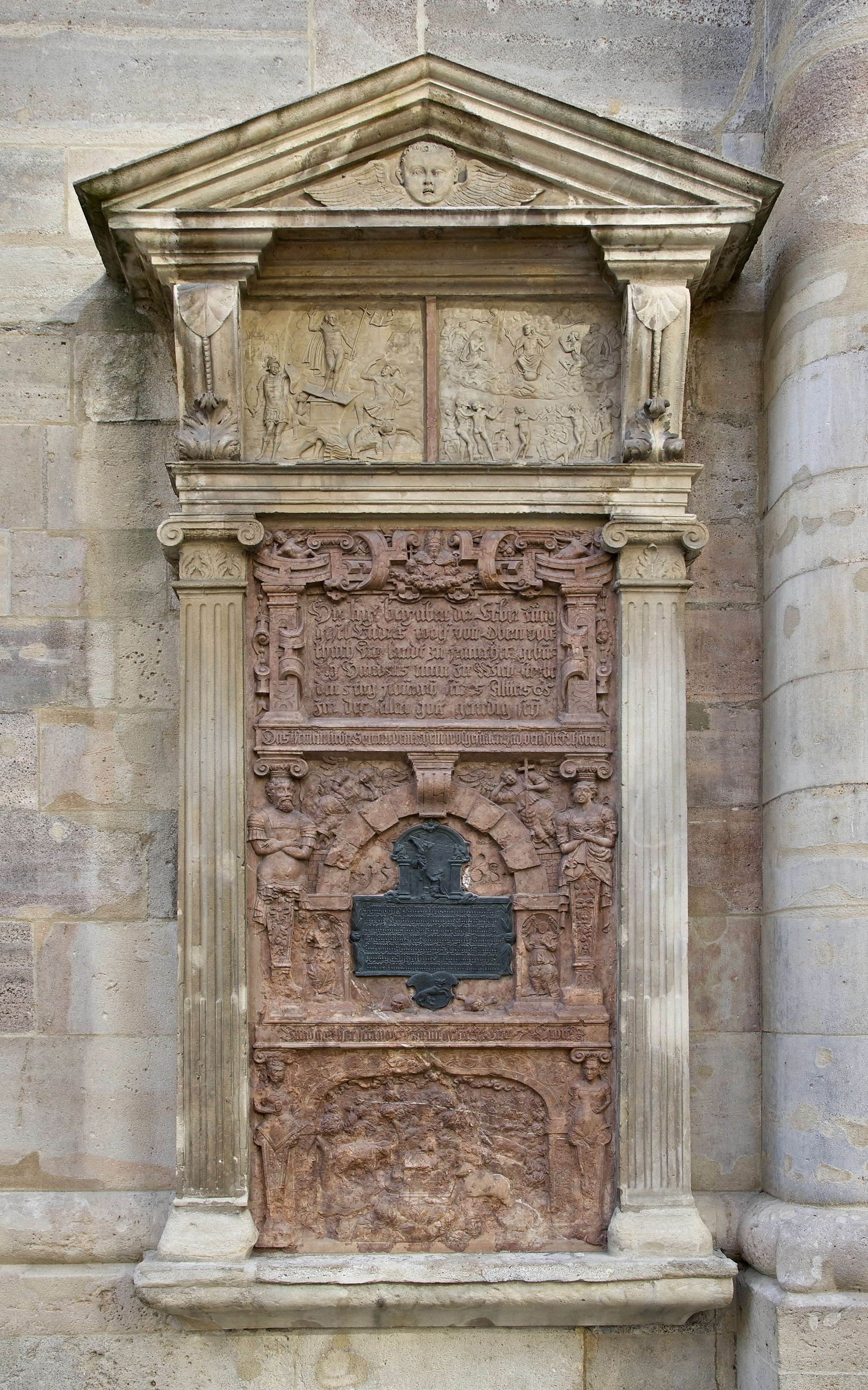
Das Epitaph des Endres Wolf am Wiener Stephansdom

Endres Wolf (* 1503; † 9. Februar 1568) wurde in Obervolkach geboren und reiste, wohl als Vertreter der Fugger, nach Wien. An der Fassade des Domes St. Stephan ist sein Epitaph angebracht. Seine Herkunft ist dort mit „vô obern Volckhach“ angegeben. Er wird es in der Fremde zu einigem Reichtum gebracht haben.
Während des 18. und 19. Jahrhunderts taten sich insbesondere zwei Obervolkacher Geistliche hervor. Johann Baptist Martin (* 1793; † 1854) wurde Gymnasial-Professor in München und Passau und unterrichtete dort als Philosophie- und Geschichtslehrer. 1821 war er Lehrer des späteren französischen Kaisers Napoleon III. Im Jahr 1838 wurde er Pfarrer in Fürstenzell und tat sich als Schriftsteller hervor. Georg Joseph Barthelme (* 1833; † ????) war ebenfalls Pfarrer und schrieb außerdem historische Biografien.
Im 20. Jahrhundert verlieh die Gemeinde einigen Persönlichkeiten die Ehrenbürgerwürde. Zuerst zeichnete man den Altbürgermeister Franz Erhard (* 12. August 1886; † 16. Juli 1967) im Jahr 1960 aus. Er stand zwischen 1945 und 1960 der Gemeinde vor und forcierte die Modernisierung Obervolkachs nach dem Zweiten Weltkrieg. Ehrenbürger wurde auch der Ortspfarrer Nikolaus Philipp Gengler (* 14. Juli 1894; † 31. März 1983). Er stand in schwierigen Zeiten der Kirchengemeinde vor. Nach beiden wurde auch je eine Straße benannt.
Weitere Ehrenbürgerwürden erhielten am 19. März 1968 zwei Schwestern der Kinderbewahranstalt im Dorf wegen ihrer Verdienste um die Kindererziehung. Calamanda Bachmann (* 18. August 1889; † 18. Dezember 1968) stand als letzte Oberin der kleinen Gemeinschaft vor. Schwester Clavera Köhler (* 26. April 1896; † 4. August 1975) verblieb als letzte geistliche Erzieherin im Kindergarten.